# قائمة أنواع المكثفات
المكثف هو أحد مكونات الدوائر الكهربائية، وهو أداة تقوم بتخزين الطاقة الكهربائية أو الشحنة الكهربائية لفترة من الزمن على شكل مجال كهربائي،

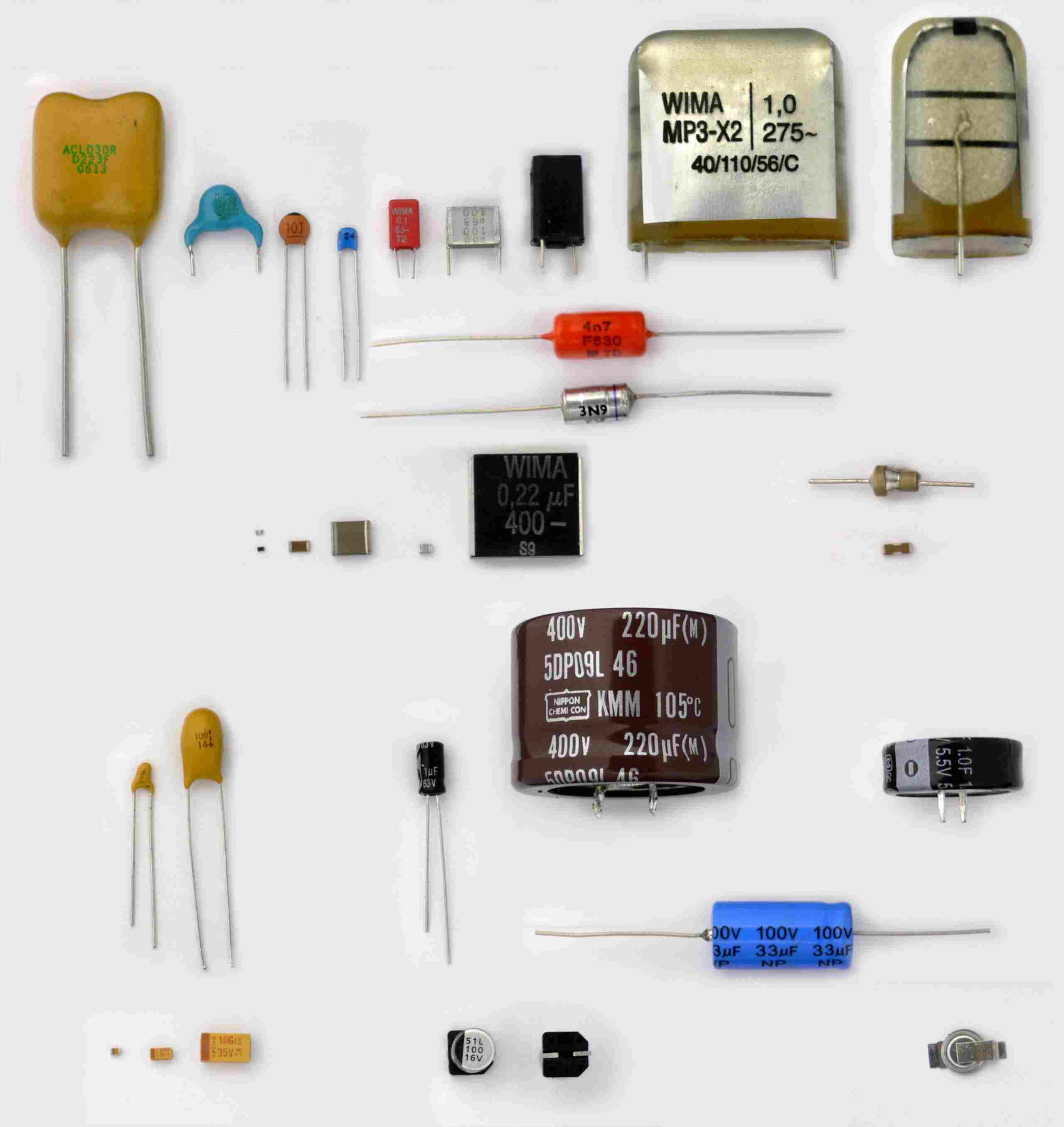
صور بعض المكثفات المختلفة للمعدات الإلكترونية

يتم تصنيع المكثفات في العديد من الأشكال والأنماط والأطوال والأحجام ومن العديد من المواد. تحتوي جميعها على موصلين كهربائيين على الأقل (تسمى الصفائح) مفصولة بطبقة عازلة (تسمى العازل). تستخدم المكثفات على نطاق واسع كأجزاء من الدوائر الكهربائية في العديد من الأجهزة الكهربائية الشائعة.
تنتمي المكثفات، إلى جانب المقاومات والمحاثات، إلى مجموعة «المكونات الالكترونية السلبية» المستخدمة في المعدات الإلكترونية. على الرغم من أن المكثفات الأكثر شيوعًا، بالأرقام المطلقة، هي المكثفات المدمجة (على سبيل المثال في ذاكرة الوصول عشوائي الديناميكية DRAMs أو هياكل ذاكرة الفلاش)، تركز هذه المقالة على الأنماط المختلفة للمكثفات كمكونات منفصلة. تت تعرف قدرة المكثف على تخزين الشحنة الكهربية بالسعة الكهربية أو السعة ووحدة قياسها فاراد.
اختيار سعة المكثف في الدائرة الإلكترونية يتحدد بعاملين أساسيين هما سعة المكثف، وفرق الجهد المطبق على طرفيه، ووحدة قياس السعة فاراد. وبحسب الغرض من الاستخدام توجد مكثفات بوحدات أصغر مثل: ميللي فاراد، ومايكرو فاراد، وهي الأكثر استعمالاً
تُستخدم المكثفات الصغيرة في الأجهزة الإلكترونية لربط الإشارات بين مراحل مكبرات
الصوت، كمكونات لمرشحات كهربائية ودوائر مضبوطة، أو كأجزاء من أنظمة إمداد الطاقة لتنعيم التيار المعدل. تُستخدم المكثفات الأكبر لتخزين الطاقة في تطبيقات مثل الأضواء القوية، كأجزاء من بعض أنواع المحركات الكهربائية، أو لتصحيح عامل القدرة في أنظمة توزيع طاقة التيار المتردد. المكثفات القياسية لها قيمة ثابتة من السعة، لكن المكثفات القابلة للتعديل تستخدم بشكل متكرر في الدوائر المضبوطة. يتم استخدام أنواع مختلفة اعتمادًا على السعة المطلوبة، جهد العمل، قدرة المعالجة الحالية، وخصائص أخرى

## مصطلحات عامه

### نظرية البناء التقليدي

يتم وضع مادة عازلة بين لوحين موصلين (قطبين)، كل منطقة A مع فصل d.

في المكثف التقليدي، يتم تخزين الطاقة الكهربائية بشكل ثابت عن طريق فصل الشحنة، عادةً الإلكترونات، في مجال كهربائي بين لوحين قطبين. كمية الشحنة المخزنة لكل وحدة جهد هي في الأساس دالة لحجم الألواح، وخصائص مادة اللوح، وخصائص المادة العازلة الموضوعة بين الألواح، ومسافة الفصل (أي سماكة العازل). الإمكانات بين الألواح محدودة بخصائص المادة العازلة ومسافة الفصل.
يتم تصنيع جميع المكثفات الصناعية التقليدية تقريبًا باستثناء بعض الأنماط الخاصة مثل مكثفات التغذية على أنها مكثفات صفيحة " حتى لو كانت أقطابها والعزل الكهربائي بينهما ملفوفًا أو ملفوفًا. صيغة السعة لمكثفات الألواح هي:
{\displaystyle C={\frac {\varepsilon A}{d}}}
تزداد السعة C مع المنطقة A للألواح ومع السماحية ε للمادة العازلة وتنخفض مع مسافة فصل اللوحة d. وبالتالي، تكون السعة أكبر في الأجهزة المصنوعة من مواد ذات سماحية عالية، ومساحة لوح كبيرة، ومسافة صغيرة بين الألواح.

### نظرية البناء الكهروكيميائي

تخطيطي لمكثف مزدوج الطبقة.1 طبقة هيلمهولتز الداخلية من IHP
2 طبقة OHP الخارجية Helmholtz3 طبقة منتشرة
4 الأيونات المذابة5 الأيونات الامتزازية على وجه التحديد (السعة الكاذبة)
6 جزيء المذيب.

نوع اخر- المكثف الكهروكيميائي- يستخدم مبدأين آخرين للتخزين لتخزين الطاقة الكهربائية. على عكس المكثفات الخزفية والأفلام والمكثفات الإلكتروليتية، لا تحتوي المكثفات الفائقة المعروفة أيضًا باسم المكثفات الكهربائية مزدوجة الطبقة (EDLC) أو المكثفات الفائقة على عازل تقليدي. يتم تحديد قيمة السعة للمكثف الكهروكيميائي من خلال مبدأين تخزين عالي السعة. هذه المبادئ هي:
- التخزين الكهروستاتيكي داخل طبقات Helmholtz المزدوجة التي يتم تحقيقها على واجهة الطور بين سطح الأقطاب الكهربائية والإلكتروليت (سعة طبقة مزدوجة)؛
- يتحقق التخزين الكهروكيميائي عن طريق نقل شحنة الإلكترون بواسطة أيونات ممتصة على وجه التحديد مع تفاعلات الأكسدة والاختزال (السعة الكاذبة). على عكس البطاريات، في هذه التفاعلات، تتشبث الأيونات ببساطة بالتركيب الذري للقطب الكهربي دون صنع أو كسر الروابط الكيميائية، ولا توجد تعديلات كيميائية صغيرة أو قليلة الأهمية تشارك في الشحن / التفريغ.

يمكن أن تختلف نسبة التخزين الناتجة عن كل مبدأ اختلافًا كبيرًا، اعتمادًا على تصميم القطب الكهربائي وتكوين المنحل بالكهرباء. يمكن أن تزيد السعة الكاذبة من قيمة السعة بمقدار ترتيب من حيث الحجم على الطبقة المزدوجة في حد ذاتها.

### المكثفات الشائعة وأسمائها
تنقسم المكثفات إلى مجموعتين ميكانيكيتين: المكثفات الثابتة بقيم سعة ثابتة ومكثفات متغيرة ذات قيم سعة متغيرة (قاطعة) أو قابلة للتعديل (قابلة للضبط).
أهم مجموعة هي المكثفات الثابتة. حصل الكثير على أسمائهم من العازلة. بالنسبة لتصنيف منهجي، لا يمكن استخدام هذه الخصائص، لأن أحد أقدم المكثفات، وهو مكثف التحليل الكهربائي، تمت تسميته بدلاً من ذلك ببناء الكاثود الخاص به. لذا فإن الأسماء الأكثر استخدامًا هي ببساطة أسماء تاريخية.
أكثر أنواع المكثفات شيوعًا هي:
- المكثفات الخزفية لها عازل سيراميك.
- تمت تسمية مكثفات الأفلام والورق بسبب عوازلها.
- تم تسمية المكثفات الالكتروليتية المصنوعة من الألومنيوم والتنتالوم والنيوبيوم على اسم المادة المستخدمة كأنود وبناء الكاثود (المنحل بالكهرباء)
- مكثفات البوليمر هي المكثفات الالكتروليتية المصنوعة من الألومنيوم أو التنتالوم أو النيوبيوم مع بوليمر موصل كإلكتروليت
- Supercapacitor اسم عائلة:
  - سميت المكثفات ذات الطبقة المزدوجة بالظاهرة الفيزيائية لطبقة هيلمهولتز المزدوجة
  - سميت المكثفات الكاذبة بقدرتها على تخزين الطاقة الكهربية كيميائياً مع نقل شحن فارادي قابل للعكس
  - تجمع المكثفات الهجينة بين مكثفات الطبقة المزدوجة والمكثفات الزائفة لزيادة كثافة الطاقة
- تمت تسمية مكثفات الميكا الفضية والزجاج والسيليكون والفجوة الهوائية والمكثفات الفراغية بسبب عازلها الكهربائي.

بالإضافة إلى أنواع المكثفات الموضحة أعلاه، والتي اشتق اسمها من التطور التاريخي، هناك العديد من المكثفات الفردية التي تم تسميتها بناءً على تطبيقها. يشمل:
- مكثفات الطاقة
- ومكثفات المحرك،
- ومكثفات الارتباط بالتيار المستمر
- ومكثفات القمع،
- ومكثفات الصوت المتقاطعة،
- ومكثفات الإضاءة،
- ومكثفات التنفس،
- والاقتران،
- وفصل أو تجاوز المكثفات.

في كثير من الأحيان، يتم استخدام أكثر من عائلة مكثف لهذه التطبيقات، على سبيل المثال، يمكن لإخماد التداخل استخدام المكثفات الخزفية أو المكثفات الغشائية.  

### عوازل
العوازل الأكثر شيوعًا هي:
- سيراميك
- افلام بلاستيك

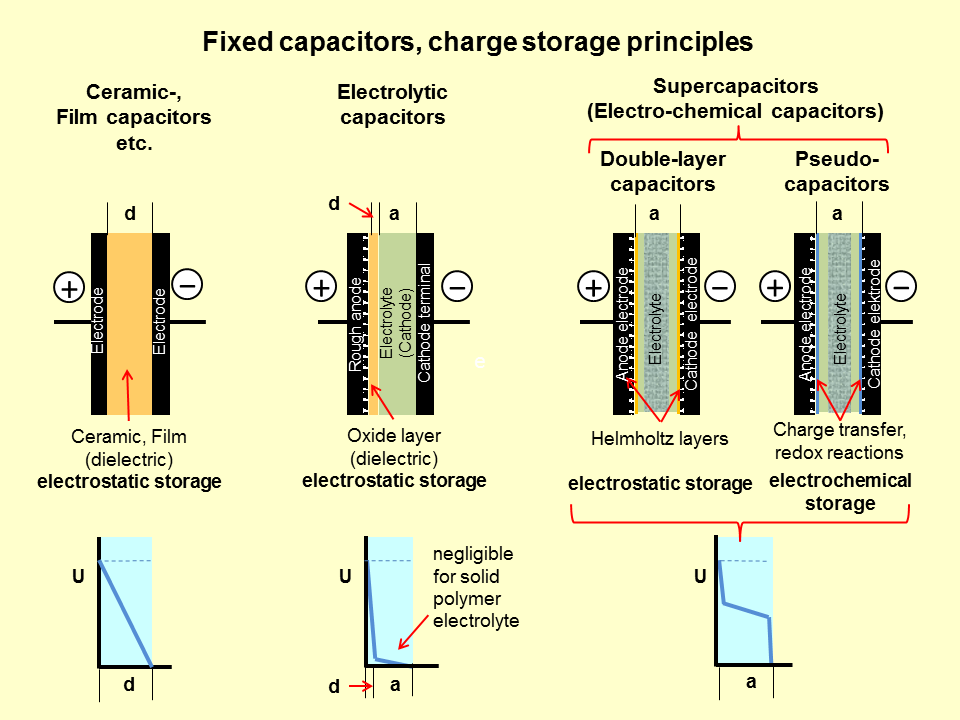
مبادئ تخزين الشحن لأنواع المكثفات المختلفة وتطور الجهد الكامن فيها

- طبقة أكسيد على المعدن (ألومنيوم تنتالوم نيوبيوم)
- المواد الطبيعية مثل الميكا، الزجاج، الورق، الهواء، SF 6، الفراغ

كل منهم يخزن شحنته الكهربائية بشكل ثابت داخل مجال كهربائي بين قطبين متوازيين
تحت هذه المكثفات التقليدية تم تطوير عائلة من المكثفات الكهروكيميائية تسمى المكثفات الفائقة. لا تحتوي المكثفات الفائقة على عازل تقليدي. يقومون بتخزين شحنتهم الكهربائية بشكل ثابت في طبقات هيلمهولتز المزدوجة وبشكل متباعد على سطح الأقطاب الكهربائية
- مع سعة ثابتة مزدوجة الطبقة في مكثف مزدوج الطبقة
- مع السعة الكاذبة (نقل الشحنة الفارادية) في مكثف كاذب
- أو مع كلا مبدأي التخزين معًا في المكثفات الهجينة.

يتم إعطاء أهم معلمات المواد للعوازل المختلفة المستخدمة وسمك طبقة هيلمهولتز التقريبية في الجدول أدناه.
| أسلوب مكثف                           | عازل                                    | نسبيا السماحية في 1 كيلو هرتز | الحد الأقصى / أدرك قوة عازلة (فولت / ميكرومتر) | أقل سماكة من العازل (ميكرومتر) |
| ------------------------------------ | --------------------------------------- | ----------------------------- | ---------------------------------------------- | ------------------------------ |
| المكثفات الخزفية فئة 1               | كهرباء                                  | من 12 إلى 40                  | <100 (؟)                                       | 1                              |
| المكثفات الخزفية فئة 2               | كهربي حديد                              | 200 إلى 14000                 | <35                                            | 0.5                            |
| مكثفات الفيلم                        | البولي بروبلين (ب)                      | 2.2                           | 650/450                                        | 1.9 إلى 3.0                    |
| مكثفات الفيلم                        | تريفثالات البولي إيثيلين، بوليستر (PET) | 3.3                           | 580/280                                        | 0.7 إلى 0.9                    |
| مكثفات الفيلم                        | بولي تترافلورو إيثيلين (PTFE)           | 2.0                           | 450 (؟) / 250                                  | 5.5                            |
| المكثفات الورقية                     | ورق                                     | 3.5 إلى 5.5                   | 60                                             | من 5 إلى 10                    |
| مكثفات الالومنيوم الالكتروليتية      | أكسيد الألمونيومAl2O3                   | 9.6                           | 710                                            | < 0.01 (6.3 V) < 0.8 (450 V)   |
| مكثفات التنتالوم كهربائيا            | خامس أكسيد التنتالومTa2O5               | 26                            | 625                                            | < 0.01 (6.3 V) < 0.08 (40 V)   |
| المكثفات الالكتروليتية النيوبيوم     | خامس أكسيد النيوبيوم، ملحوظة 2 O 5      | 42                            | 455                                            | <0.001 (2.7 فولت)              |
| المكثفات الفائقةمكثفات مزدوجة الطبقة | طبقة هيلمهولتز مزدوجة                   | -                             | 5000                                           | <0.001 (2.7 فولت)              |
| المكثفات الفراغية                    | مكنسة كهرباء                            | 1                             | 40                                             | -                              |
| مكثفات فجوة الهواء                   | هواء                                    | 1                             | 3.3                                            | -                              |
| المكثفات الزجاجية                    | زجاج                                    | من 5 إلى 10                   | 450                                            | -                              |
| مكثفات الميكا                        | ميكا                                    | من 5 إلى 8                    | 118                                            | 4 إلى 50                       |

يمكن تكييف مساحة لوحة المكثف مع قيمة السعة المطلوبة. السماحية وسمك العزل الكهربائي هما العاملان المحددان للمكثفات. سهولة المعالجة أمر بالغ الأهمية أيضًا. يمكن لف أو تكديس الألواح الرفيعة والمرنة ميكانيكيًا بسهولة، مما ينتج عنه تصميمات كبيرة ذات قيم سعة عالية. ومع ذلك، فإن طبقات السيراميك الملبدة ذات النحافة الرقيقة والمغطاة بأقطاب ممعدنة توفر أفضل الظروف لتصغير الدوائر باستخدام أنماط SMD .
نظرة موجزة للأشكال الواردة في الجدول أعلاه تقدم شرحًا لبعض الحقائق البسيطة:
- تتمتع المكثفات الفائقة بأعلى كثافة سعة بسبب مبادئ تخزين الشحنات الخاصة بها
- المكثفات الالكتروليتية لها كثافة سعتها أقل من المكثفات الفائقة ولكن أعلى كثافة سعة للمكثفات التقليدية بسبب العازل الرقيق.
- المكثفات الخزفية من الفئة 2 لها قيم سعة أعلى بكثير في حالة معينة من مكثفات الفئة 1 بسبب سماحية أعلى بكثير.
- المكثفات السينمائية بمواد الأفلام البلاستيكية المختلفة لها انتشار صغير في الأبعاد لقيمة معينة من السعة / الجهد لمكثف الفيلم لأن الحد الأدنى لسمك الفيلم العازل يختلف بين مواد الفيلم المختلفة.

### مدى السعة والجهد
تتراوح السعة من بيكوفاراد إلى أكثر من مئات الفاراد. يمكن أن يصل معدلات الجهد إلى 100 كيلوفولت. بشكل عام، السعة والجهد يرتبطان بالحجم المادي والتكلفة.

#### تصغير

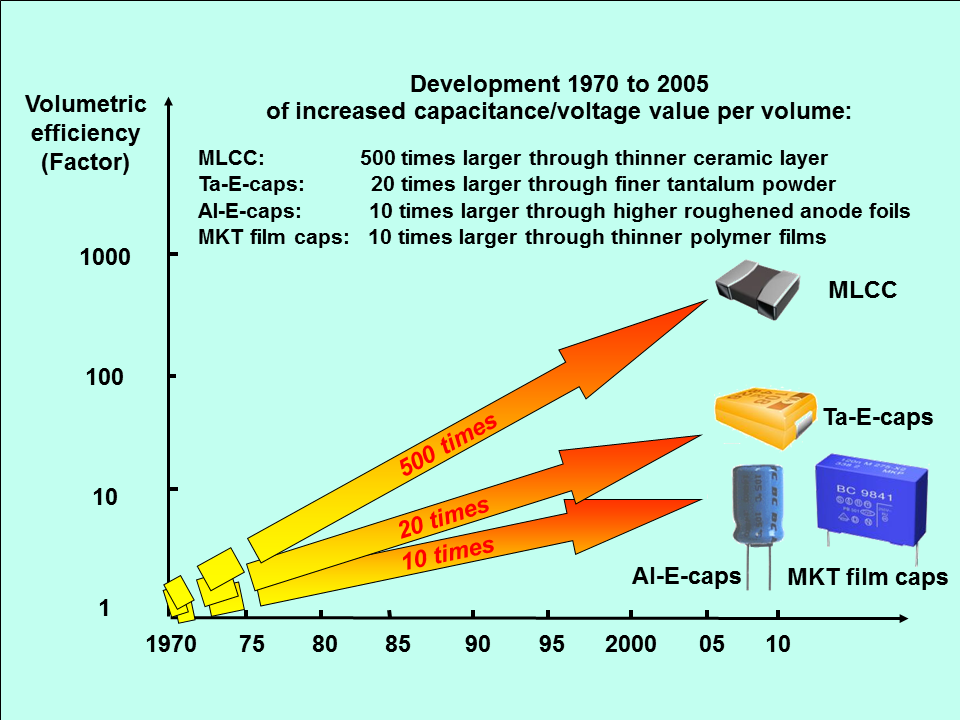
زيادة الكفاءة الحجمية للمكثفات من 1970 إلى 2005 (اضغط على الصورة لتكبيرها)

كما هو الحال في مجالات الإلكترونيات الأخرى، تقيس الكفاءة الحجمية أداء الوظيفة الإلكترونية لكل وحدة حجم. بالنسبة للمكثفات، يتم قياس الكفاءة الحجمية باستخدام «منتج CV»، محسوبًا بضرب السعة (C) في الحد الأقصى لتصنيف الجهد (V)، مقسومًا على الحجم. من 1970 إلى 2005، تحسنت الكفاءات الحجمية بشكل كبير.

تصغير المكثفات
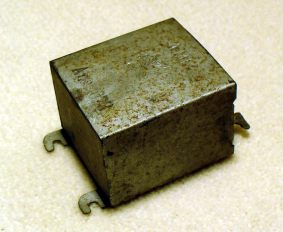
مكثف ورقي مكدس (مكثف كتلة) من عام 1923 لفصل الضوضاء (منع) في خطوط التلغراف
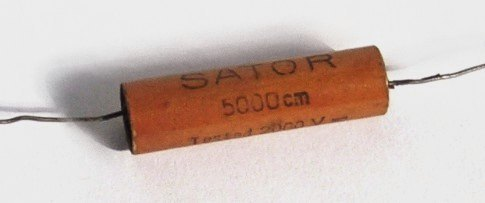
مكثف الجرح الورقي المعدني من أوائل ثلاثينيات القرن الماضي في علبة من الورق المقوى ، قيمة السعة المحددة بـ "سم" في نظام cgs ؛ 5000 سم يقابل 0.0056 µ F.
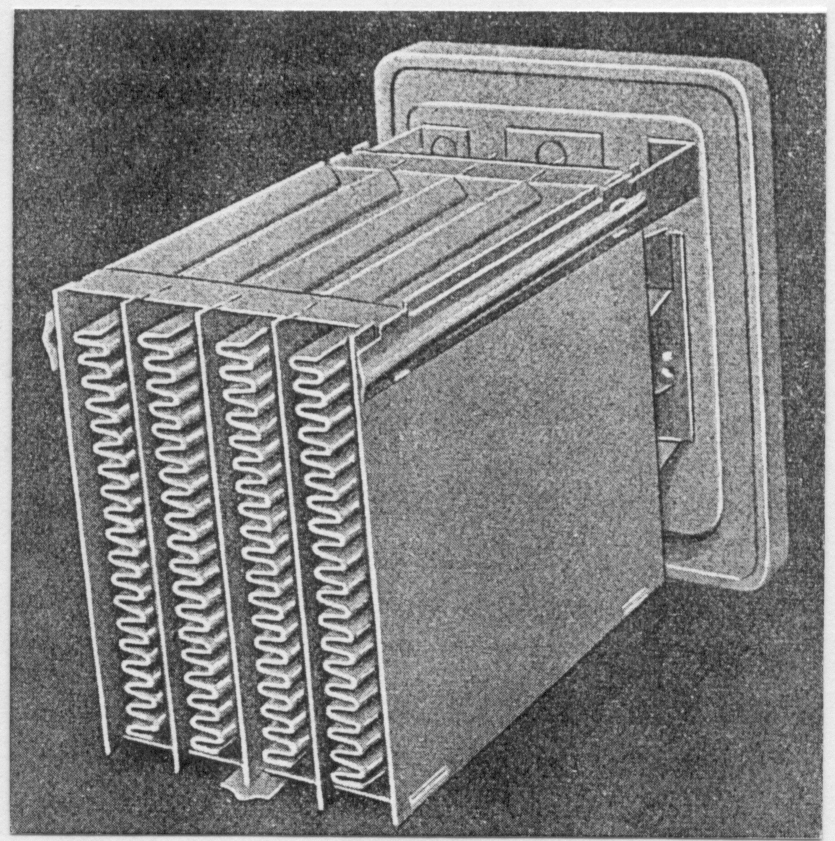
مكثف كهربائي مطوي من الألومنيوم الرطب ، Bell System 1929 ، يُنظر إلى الأنود المطوي ، والذي تم تركيبه في مبيت مربع (غير موضح) مليء بالكهرباء السائلة
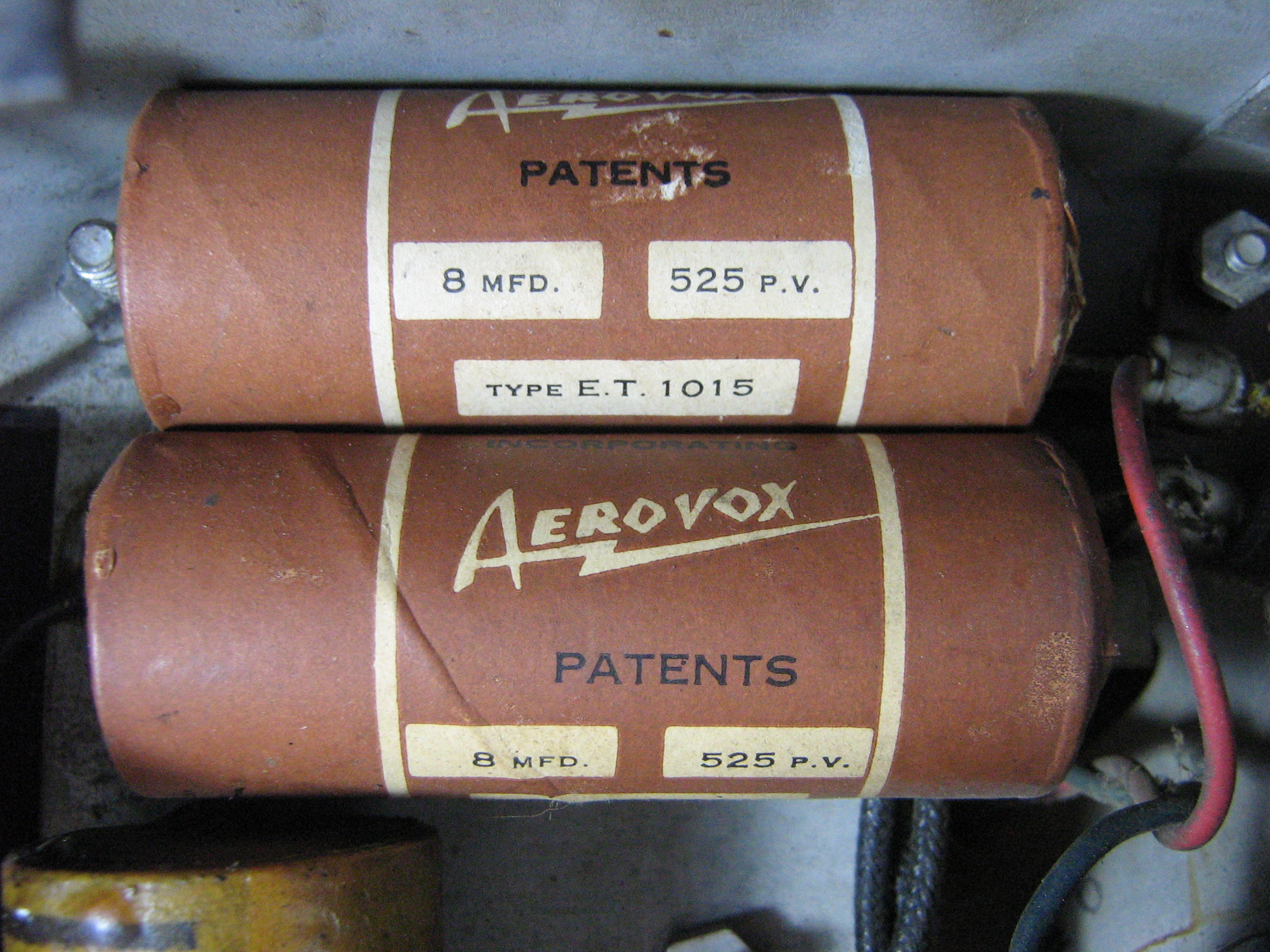
اثنان 8 μF ، 525 مكثفات التحليل الكهربائي المبللة المصنوعة من الألومنيوم على شكل حرف V في غلاف ورقي محكم الغلق بقطران من راديو ثلاثينيات القرن الماضي.

#### نطاق متداخل من التطبيقات
يمكن لهذه المكثفات الفردية أداء تطبيقاتها بشكل مستقل عن ارتباطها بنوع المكثف الموضح أعلاه، بحيث يوجد نطاق متداخل من التطبيقات بين أنواع المكثفات المختلفة.

## أنواع وأنماط

### مكثفات السيراميك

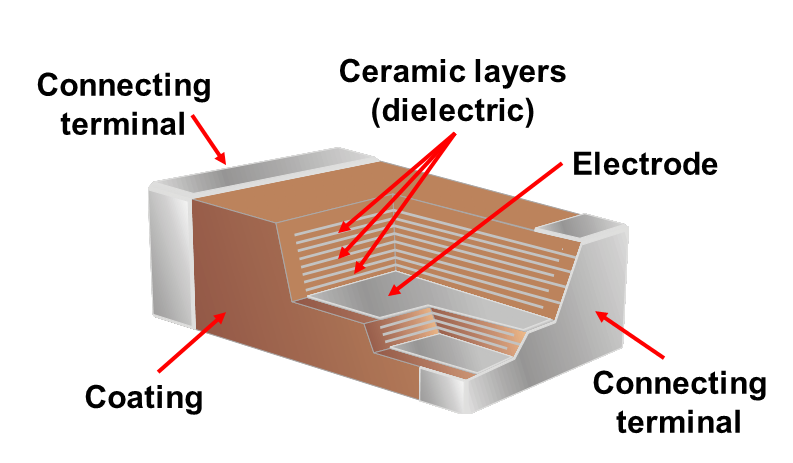
بناء M ulti- L آير C eramic C apacitor (MLCC)

مكثف السيراميك هو مكثف ثابت غير مستقطب مصنوع من طبقتين متناوبتين أو أكثر من السيراميك والمعدن حيث تعمل مادة السيراميك كعازل كهربائي ويعمل المعدن كقطب كهربائي. مادة السيراميك هو خليط من حبيبات المطحون ناعما من عازل كهربائي أو متعلق بالعازل الكهربائي الشفاف المواد وتعديلها من قبل مختلطة أكاسيد والتي هي ضرورية لتحقيق الخصائص المرغوبة مكثف ل. ينقسم السلوك الكهربائي لمادة السيراميك إلى فئتين من فئات الاستقرار
- مكثفات السيراميك من الفئة 1 ذات الثبات العالي والخسائر المنخفضة لتعويض تأثير درجة الحرارة في تطبيق دائرة الرنين
- مكثفات السيراميك من الفئة 2 ذات الكفاءة الحجمية العالية لتطبيقات المخزن المؤقت والممر الجانبي والاقتران.

تعمل اللدونة الكبيرة للمواد الخام الخزفية بشكل جيد للعديد من التطبيقات الخاصة وتتيح تنوعًا هائلاً في الأنماط والأشكال وانتشار الأبعاد الكبير لمكثفات السيراميك. أصغر مكثف منفصل، على سبيل المثال، هو مكثف رقاقة " 01005 " بأبعاد 0.4 × 0.2 مم.
ينتج عن بناء المكثفات الخزفية متعددة الطبقات ذات الطبقات المتناوبة في الغالب مكثفات مفردة متصلة على التوازي. يزيد هذا التكوين السعة ويقلل من جميع الخسائر والتحريضات. المكثفات الخزفية مناسبة تمامًا للترددات العالية وأحمال النبضات العالية الحالية.
نظرًا لأنه يمكن التحكم بسهولة في سمك الطبقة العازلة من السيراميك وإنتاجها بجهد التطبيق المطلوب، فإن المكثفات الخزفية متوفرة بجهد مقنن يصل إلى 30  نطاق كيلو فولت.

تُستخدم بعض المكثفات الخزفية ذات الأشكال والأنماط الخاصة كمكثفات لتطبيقات خاصة، بما في ذلك مكثفات قمع RFI / EMI للاتصال بأنابيب الإمداد، والمعروفة أيضًا باسم مكثفات الأمان، والمكثفات ثلاثية الأطراف لتجاوز التطبيقات وفصلها، مكثفات التغذية لقمع الضوضاء بواسطة مرشحات تمرير منخفض ومكثفات طاقة خزفية لأجهزة الإرسال وتطبيقات التردد العالي.

أنماط متنوعة من المكثفات الخزفية
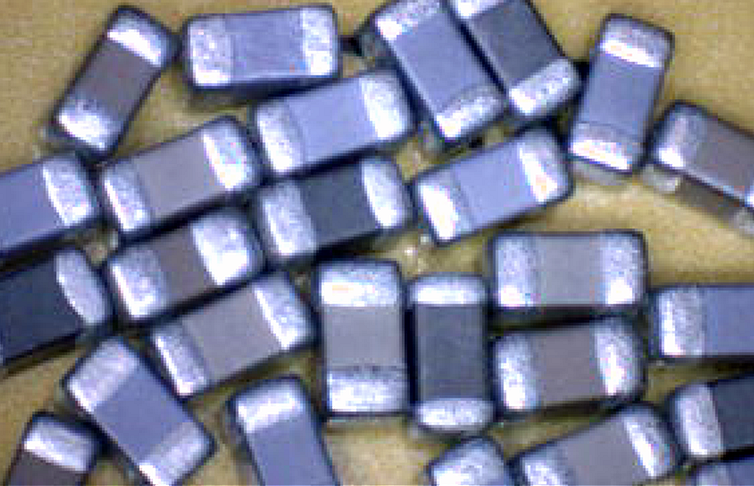
المكثفات الخزفية متعددة الطبقات ( رقائق MLCC ) لتركيب SMD
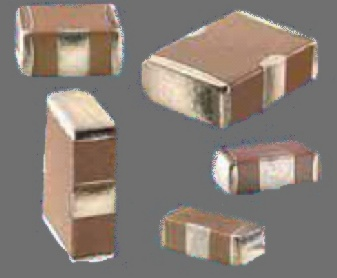
مكثفات فصل السيراميك X2Y®
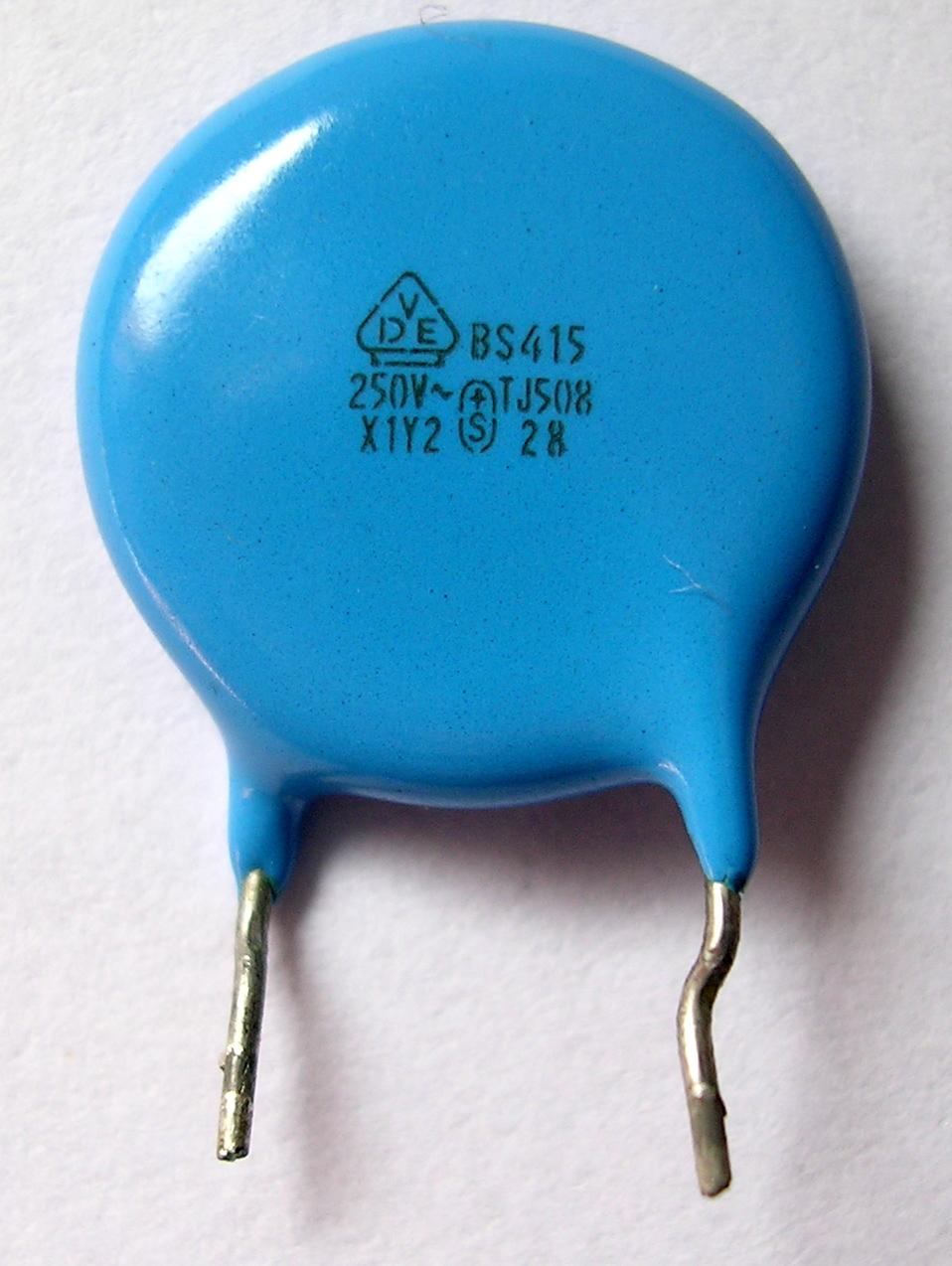
مكثفات قمع EMI الخزفية للتوصيل بأنابيب الإمداد (مكثف أمان)
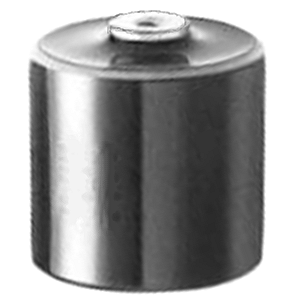
مكثف طاقة سيراميك عالي الجهد

### مكثفات الفيلم
مكثفات الفيلم أو المكثفات البلاستيكية هي مكثفات غير مستقطبة مع فيلم بلاستيكي عازل . يتم سحب الأغشية العازلة للكهرباء إلى طبقة رقيقة مزودة بأقطاب معدنية ويتم

ثلاثة أمثلة على تكوينات مختلفة لمكثف الفيلم لزيادة تصنيفات التيار المفاجئ

لفها في ملف أسطواني. قد تكون الأقطاب الكهربائية لمكثفات الفيلم من الألومنيوم أو الزنك الممعدن، ويتم تطبيقها على أحد جانبي الفيلم البلاستيكي أو كلاهما،
مما ينتج عنه مكثفات غشاء ممعدن أو رقائق معدنية منفصلة تغطي الفيلم، تسمى مكثفات الفيلم الرقائق
تقدم مكثفات الفيلم الممعدنة خصائص الإصلاح الذاتي. لا تؤدي الأعطال العازلة أو القصور بين الأقطاب الكهربائية إلى تدمير المكون. يتيح البناء المعدني إمكانية إنتاج مكثفات جرح بقيم سعة أكبر (تصل إلى 100 µF وأكبر) في حالات أصغر من داخل بنية الفيلم / الرقائق.
تستخدم مكثفات الأغشية أو الرقائق أو المكثفات المعدنية ذات الرقائق فيلمين من البلاستيك كعازل. يتم تغطية كل فيلم برقائق معدنية رقيقة، معظمها من الألومنيوم، لتشكيل الأقطاب الكهربائية. تتمثل ميزة هذا البناء في سهولة توصيل أقطاب الرقائق المعدنية، جنبًا إلى جنب مع قوة النبض الحالية الممتازة.
تتمثل الميزة الرئيسية للبناء الداخلي لكل مكثف فيلم في الاتصال المباشر بالأقطاب الكهربائية على طرفي اللف. يحافظ هذا الاتصال على جميع المسارات الحالية قصيرة جدًا. يتصرف التصميم مثل عدد كبير من المكثفات الفردية المتصلة بالتوازي، وبالتالي تقليل الخسائر الأومية الداخلية (مقاومة السلسلة المكافئة أو ESR) ومحاثة السلسلة المكافئة (ESL). ينتج عن الهندسة المتأصلة لبنية مكثف الفيلم خسائر أومية منخفضة ومحاثة طفيلية منخفضة، مما يجعلها مناسبة للتطبيقات ذات التيارات العالية ولتطبيقات طاقة التيار المتردد، أو للتطبيقات ذات الترددات العالية.

الأفلام البلاستيكية المستخدمة كعزل كهربائي لمكثفات الفيلم هي البولي بروبلين، والبوليستر، وكبريتيد البوليفينيل، والبولي إيثيلين النفثال، والبولي تترافلورو إيثيلين. تمتلك مادة البولي بروبيلين حصة في السوق تبلغ حوالي 50٪ والبوليستر بحوالي 40٪ هي أكثر مواد الأفلام استخدامًا. يستخدم الـ 10٪ الآخرون جميع المواد الأخرى، بما في ذلك PPS والورق بنسبة 3٪ تقريبًا لكل منهما.

يعتبر الحمل الحالي ذو النبضة العالية أهم ميزة لمكثفات الفيلم ، لذلك فإن العديد من الأنماط المتاحة لها نهايات خاصة للتيارات العالية
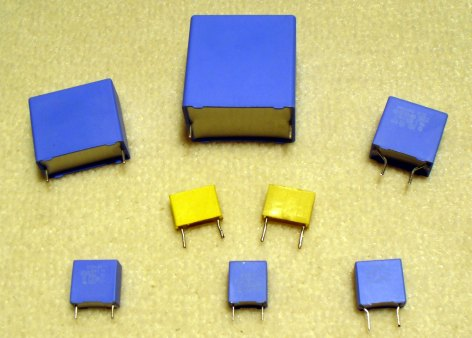
نمط شعاعي (طرف واحد) لتركيب اللحام عبر الفتحة على لوحات الدوائر المطبوعة
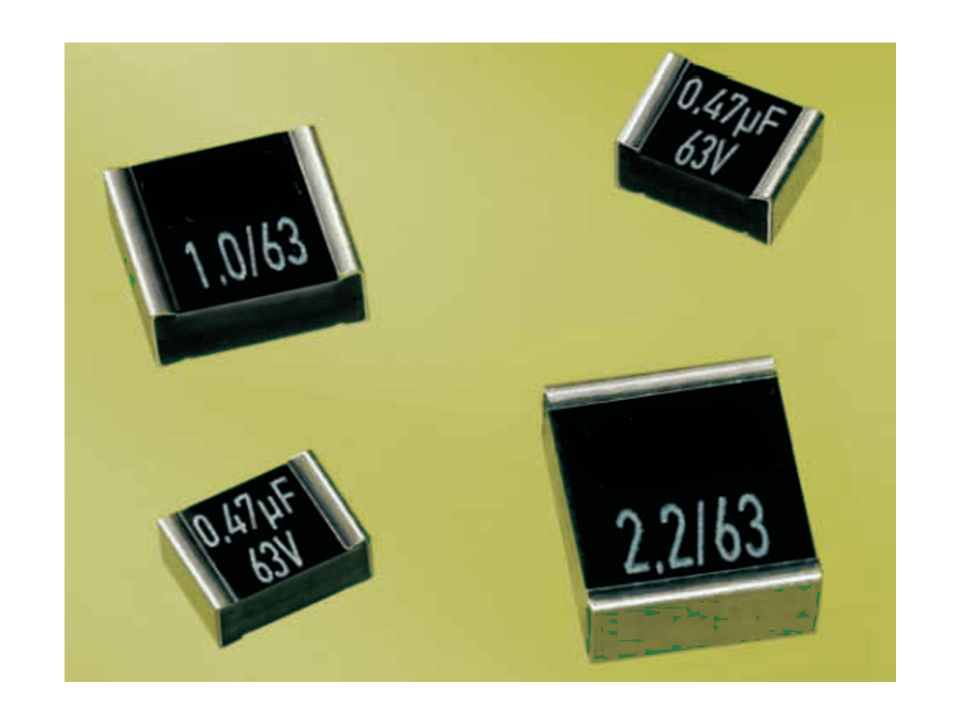
نمط SMD لتركيب سطح لوحة الدوائر المطبوعة ، مع جهات اتصال معدنية على حافتين متعاكستين
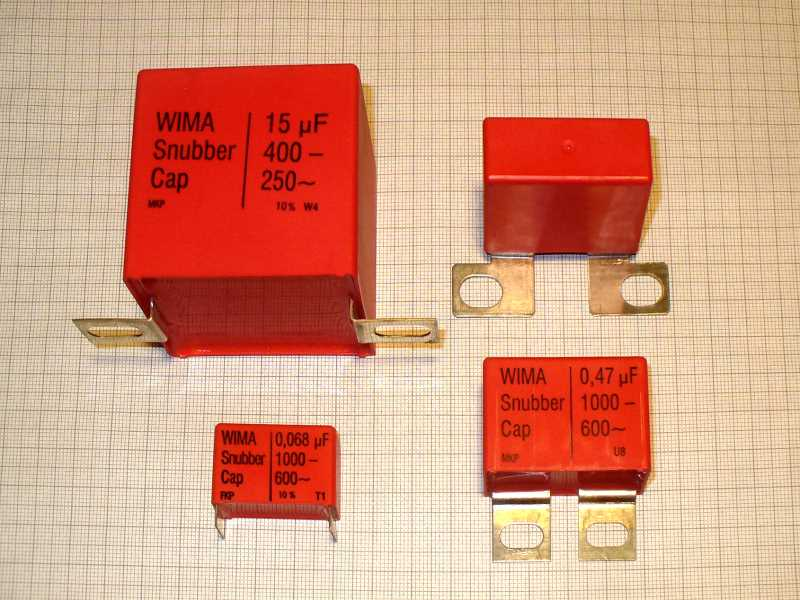
نمط شعاعي مع أطراف لحام شديدة التحمل لتطبيقات snpper وأحمال نبضة عالية
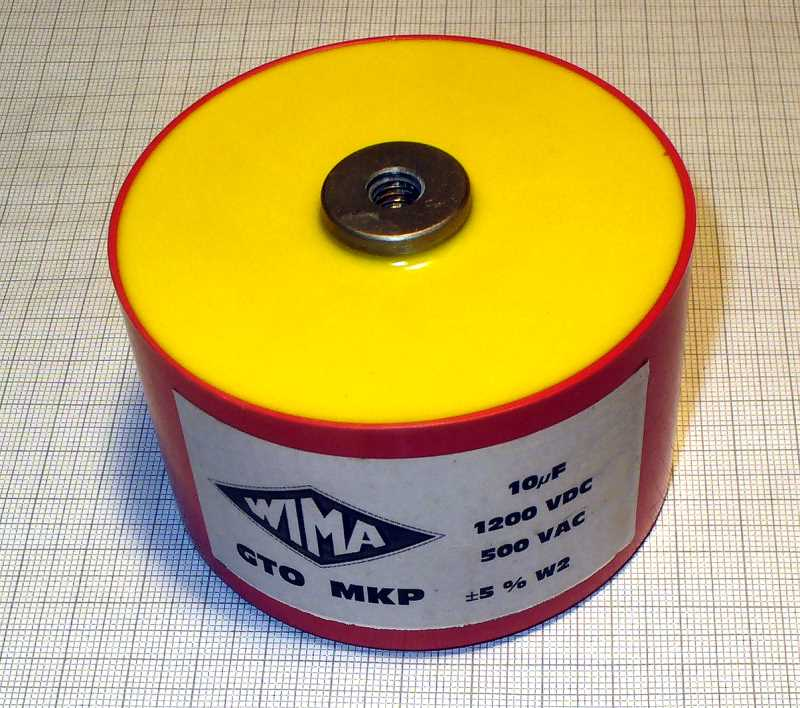
مكثف snubber للخدمة الشاقة مع محطات لولبية

### مكثفات فيلم الطاقة

مكثف طاقة MKV ، ورق معدني على الوجهين (ناقل ميكانيكي للأقطاب الكهربائية بدون مجال) ، فيلم بولي بروبيلين (عازل) ، ملفات مشربة بزيت عازل

النوع الآخر ذو الصلة هو مكثف فيلم الطاقة. تشبه المواد وتقنيات البناء المستخدمة لمكثفات الأفلام ذات الطاقة الكبيرة في الغالب تلك الخاصة بمكثفات الأفلام العادية. ومع ذلك، غالبًا ما يتم تصنيف المكثفات ذات معدلات الطاقة العالية إلى العالية جدًا للتطبيقات في أنظمة الطاقة والتركيبات الكهربائية بشكل منفصل، لأسباب تاريخية. إن توحيد مكثفات الأفلام العادية موجه إلى المعلمات الكهربائية والميكانيكية. على النقيض من ذلك، يؤكد توحيد مكثفات الطاقة على سلامة الأفراد والمعدات، على النحو المنصوص عليه من قبل سلطة التنظيم المحلية.
نظرًا لاكتساب المعدات الإلكترونية الحديثة القدرة على التعامل مع مستويات الطاقة التي كانت في السابق المجال الحصري لمكونات «الطاقة الكهربائية»، فإن التمييز بين تصنيفات الطاقة «الإلكترونية» و«الكهربائية» غير واضح. تاريخيًا، كانت الحدود بين هاتين العائلتين تقريبًا بقوة تفاعلية تبلغ 200 فولت أمبير.
تستخدم مكثفات طاقة الفيلم غالبًا فيلم البولي بروبلين كعزل كهربائي. تشمل الأنواع الأخرى المكثفات الورقية الممعدنة (مكثفات MP) ومكثفات الأغشية العازلة المختلطة مع عازل البولي بروبلين. تعمل المكثفات MP لتطبيقات التكلفة وكأقطاب حاملة خالية من المجال (مكثفات رقاقات) لأحمال التيار المتردد المرتفعة أو النبضات العالية الحالية. يمكن ملء اللفات بزيت عازل أو براتنج الإيبوكسي لتقليل فقاعات الهواء، وبالتالي منع حدوث دوائر قصيرة.

وجدوا استخدامها كمحولات لتغيير الجهد أو التيار أو التردد، لتخزين أو توصيل الطاقة الكهربائية بشكل مفاجئ أو لتحسين عامل الطاقة. نطاق الجهد المقنن لهذه المكثفات من حوالي 120 الخامس التيار المتردد (كوابح الإضاءة بالسعة) إلى 100 كيلو فولت

مكثفات فيلم الطاقة للتطبيقات في أنظمة الطاقة والتركيبات الكهربائية والمحطات
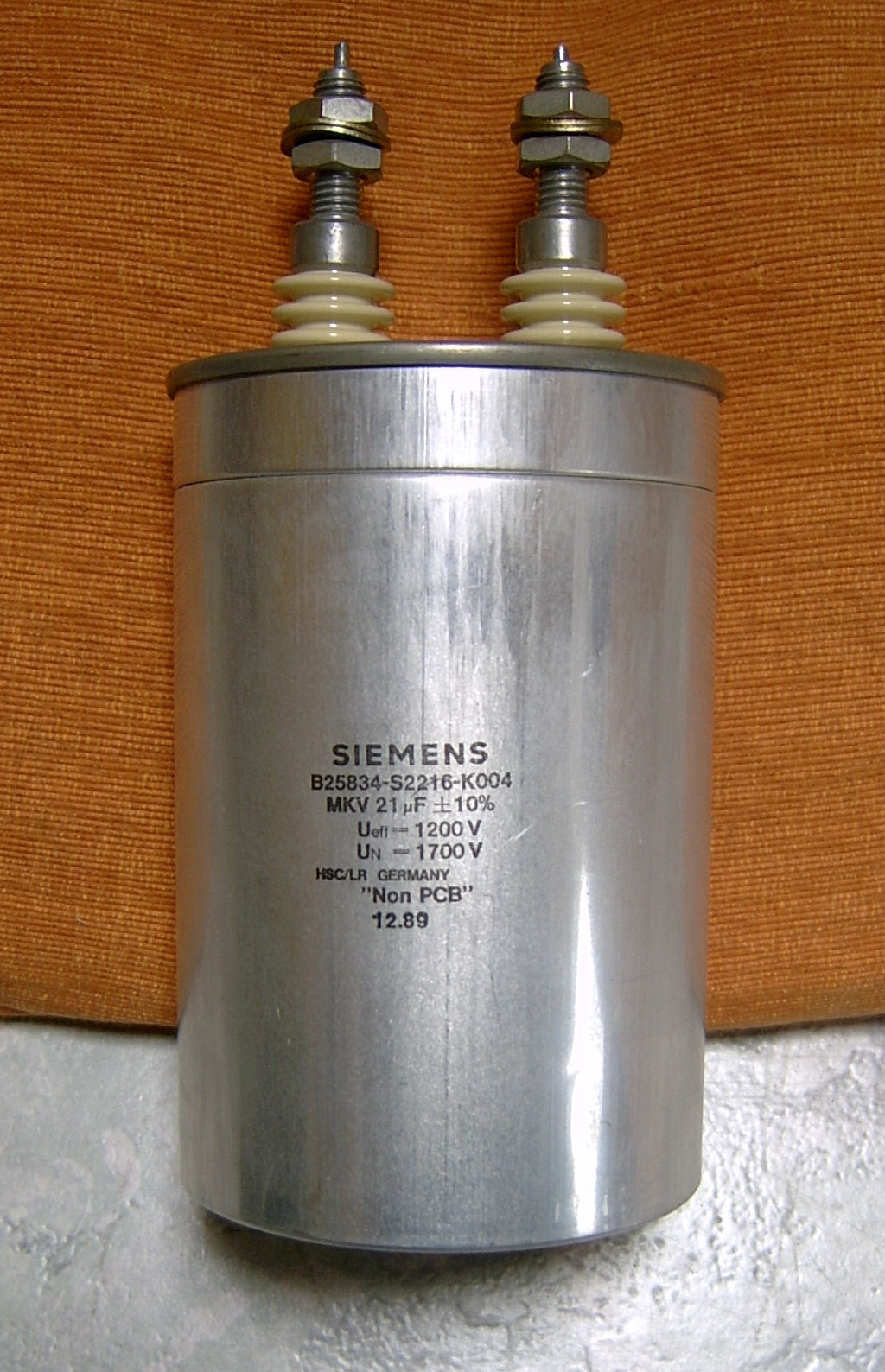
مكثف فيلم الطاقة لتصحيح عامل طاقة التيار المتردد ( PFC ) ، معبأ في علبة معدنية أسطوانية
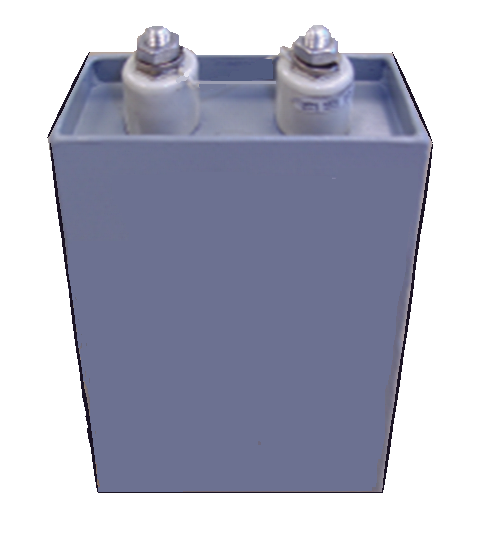
مكثف فيلم الطاقة في مبيت مستطيل
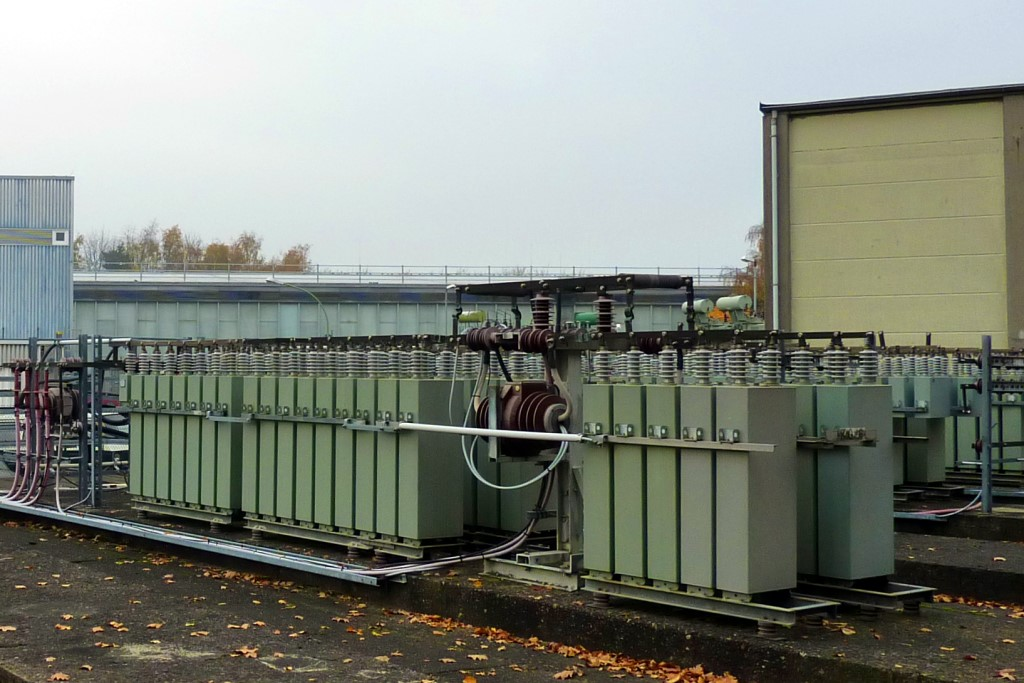
أحد بنوك مكثفات غشاء تخزين الطاقة العديدة ، لتوليد المجال المغناطيسي في معجل هادرون-إلكترون الدائري ( HERA ) ، الموجود في موقع مسرع ديزي في هامبورغ
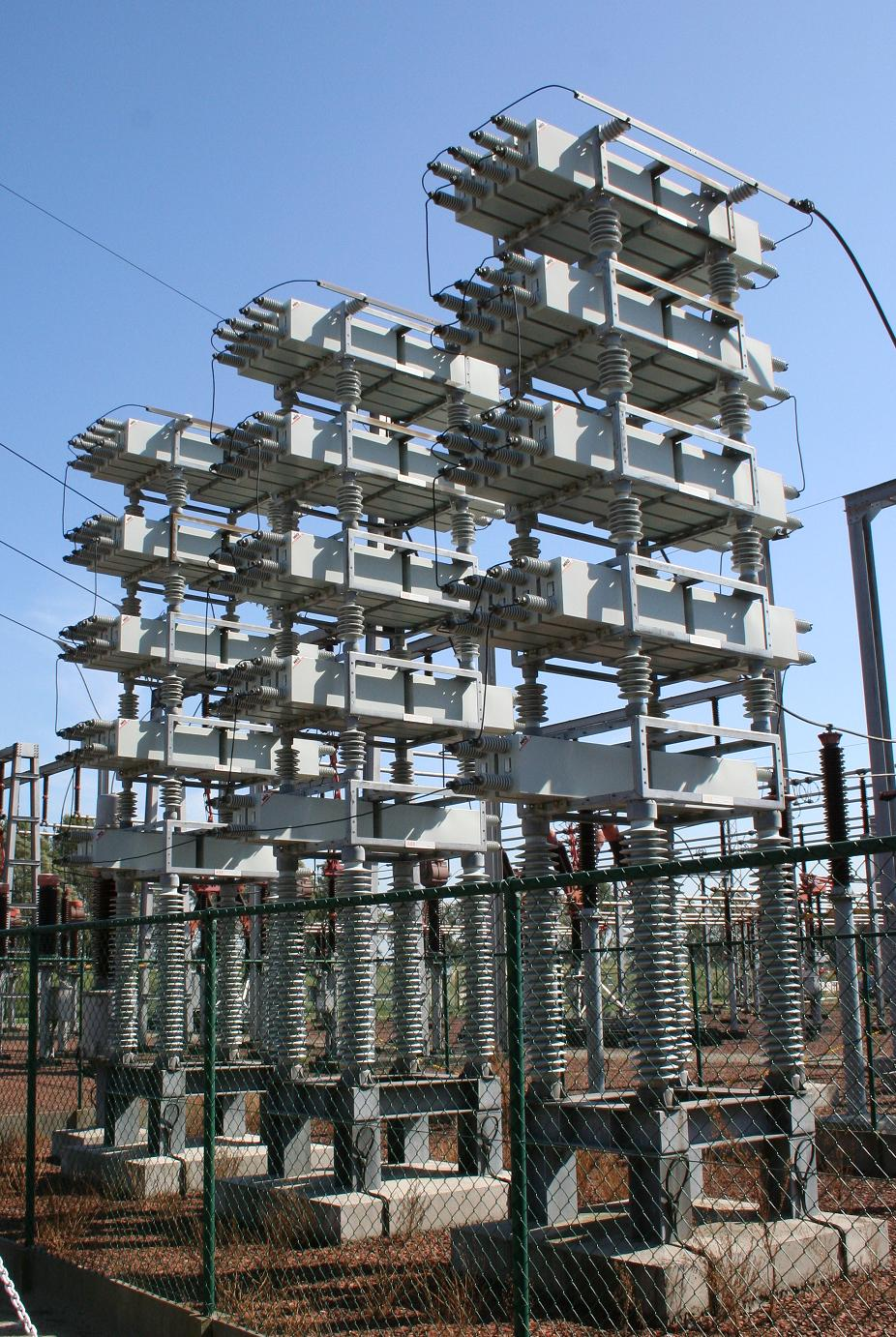
75MVAR مكثف المحطات الفرعية في 150 كيلو فولت

### مكثف كهربائيا

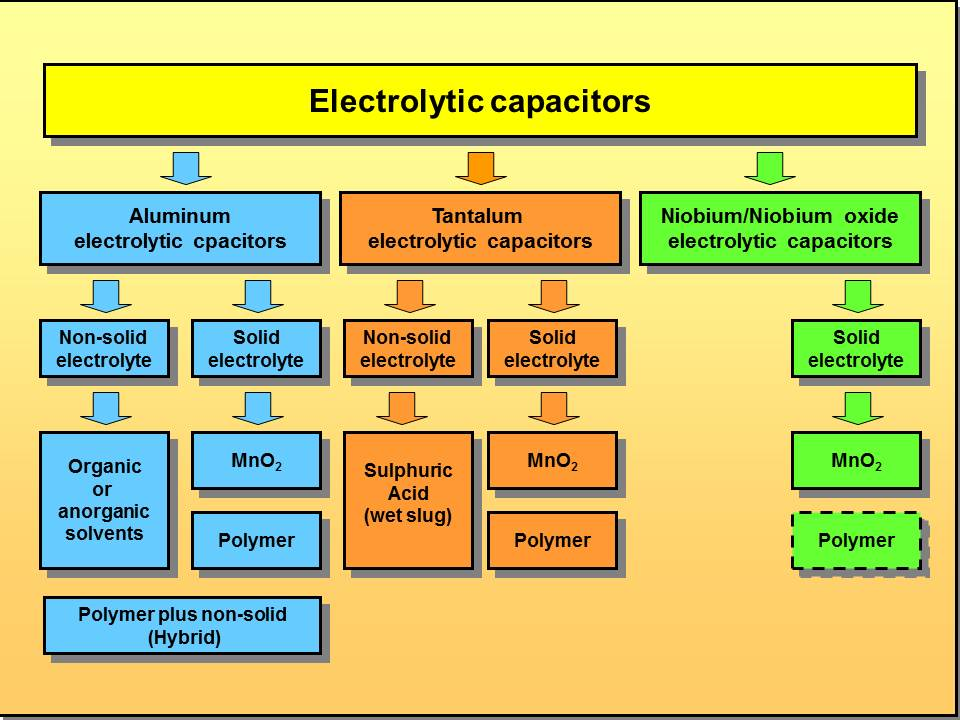
تنويع المكثفات الالكتروليتية

المكثفات الالكتروليتية لها أنود معدني مغطى بطبقة مؤكسدة تستخدم كعزل كهربائي . القطب الثاني هو إلكتروليت غير صلب (رطب) أو صلب. المكثفات الالكتروليتية مستقطبة. تتوفر ثلاث عائلات، مصنفة حسب العازل الكهربائي .
- مكثفات الألمنيوم الالكتروليتية مع أكسيد الألومنيوم كعزل كهربائي
- مكثفات التنتالوم كهربائيا مع خامس أكسيد التنتالوم كعزل كهربائي
- المكثفات الالكتروليتية النيوبيوم مع خامس أكسيد النيوبيوم كعزل كهربائي.

القطب الموجب شديد الخشونة لزيادة مساحة السطح . يمنح هذا والسماحية العالية نسبيًا لطبقة الأكسيد هذه المكثفات سعة عالية جدًا لكل وحدة حجم مقارنة بمكثفات الفيلم أو المكثفات الخزفية.
سماحية خامس أكسيد التنتالوم أعلى بثلاث مرات تقريبًا من أكسيد الألومنيوم، مما ينتج عنه مكونات أصغر بكثير. ومع ذلك، فإن السماحية تحدد الأبعاد فقط . يتم تحديد المعلمات الكهربائية، وخاصة التوصيلية، بواسطة مادة الإلكتروليت وتكوينه. يتم استخدام ثلاثة أنواع عامة من الإلكتروليتات:
السعة الكبيرة لكل وحدة حجم للمكثفات الإلكتروليتية تجعلها ذات قيمة في الدوائر الكهربائية ذات التيار العالي والمنخفض نسبيًا، على سبيل المثال في مرشحات إمداد الطاقة لفصل مكونات التيار المتردد غير المرغوب فيها عن توصيلات طاقة التيار المستمر أو كمكثفات اقتران في مضخمات الصوت، لتمريرها أو تجاوزها إشارات منخفضة التردد وتخزين كميات كبيرة من الطاقة . إن قيمة السعة العالية نسبيًا لمكثف إلكتروليتي جنبًا إلى جنب مع ESR المنخفض جدًا لإلكتروليت البوليمر لمكثفات البوليمر، خاصة في أنماط SMD ، يجعلها منافسة لمكثفات رقاقة MLC في مصادر طاقة الكمبيوتر الشخصي.
المكثفات الإلكتروليتية ثنائية القطب المصنوعة من الألومنيوم (وتسمى أيضًا المكثفات غير المستقطبة) تحتوي على ورقتي ألومنيوم مؤكسد، تتصرفان مثل مكثفين متصلين في معارضة متسلسلة.

المكثفات الالكتروليتية للتطبيقات الخاصة تشمل مكثفات بدء تشغيل المحرك،  مكثفات مصباح يدوي  ومكثفات تردد الصوت.

Schematic representation
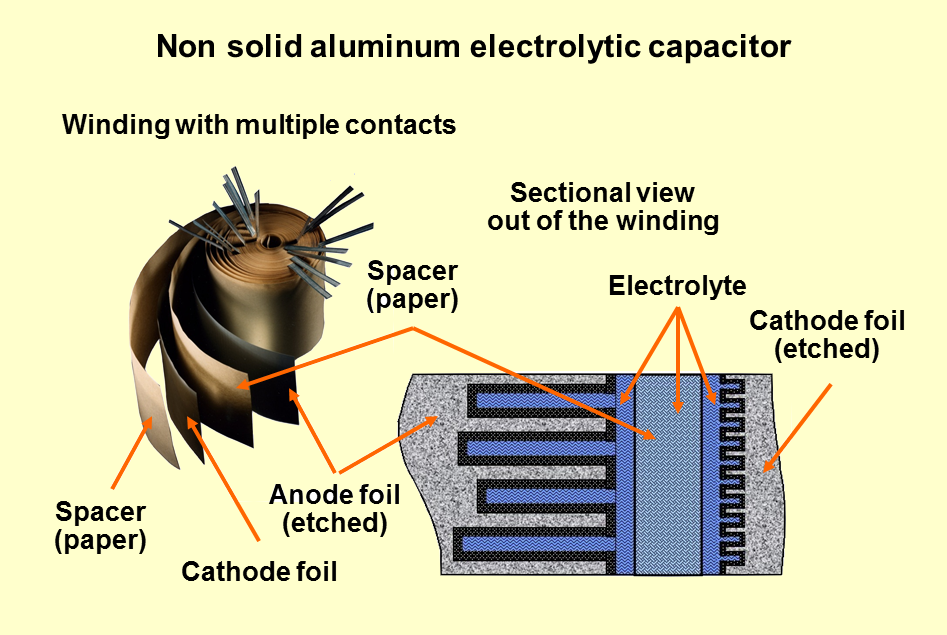
تمثيل تخطيطي لهيكل مكثف ألومنيوم الجرح كهربائيا مع إلكتروليت غير صلب (سائل)
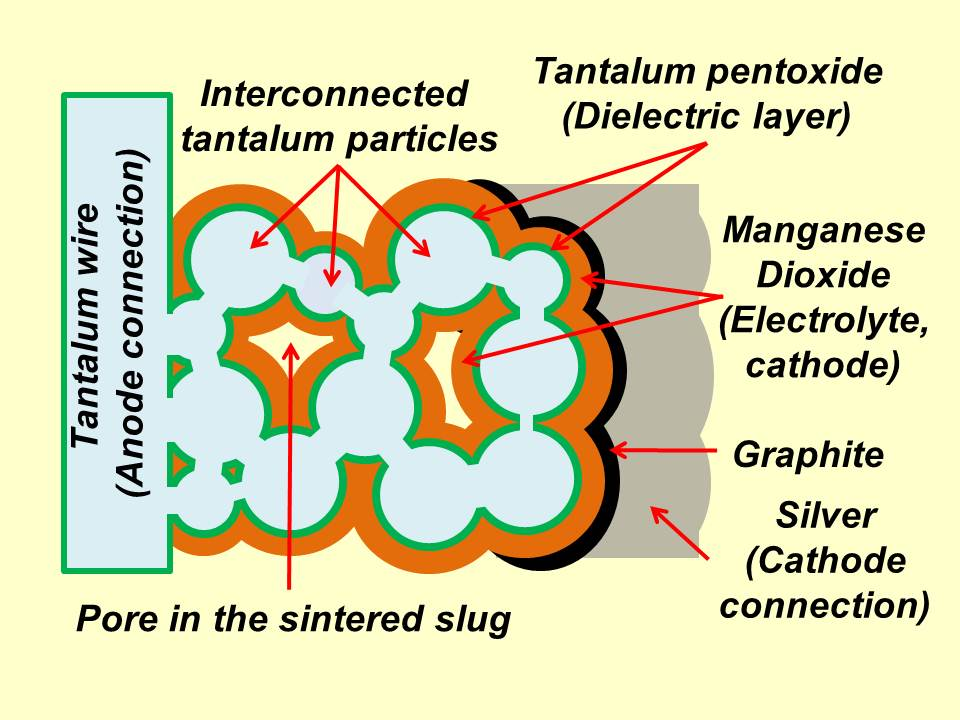
تمثيل تخطيطي لهيكل مكثف التنتالوم كهربائيا متكلس مع إلكتروليت صلب وطبقات ملامسة للكاثود

Aluminum, tantalum and niobium electrolytic capacitors
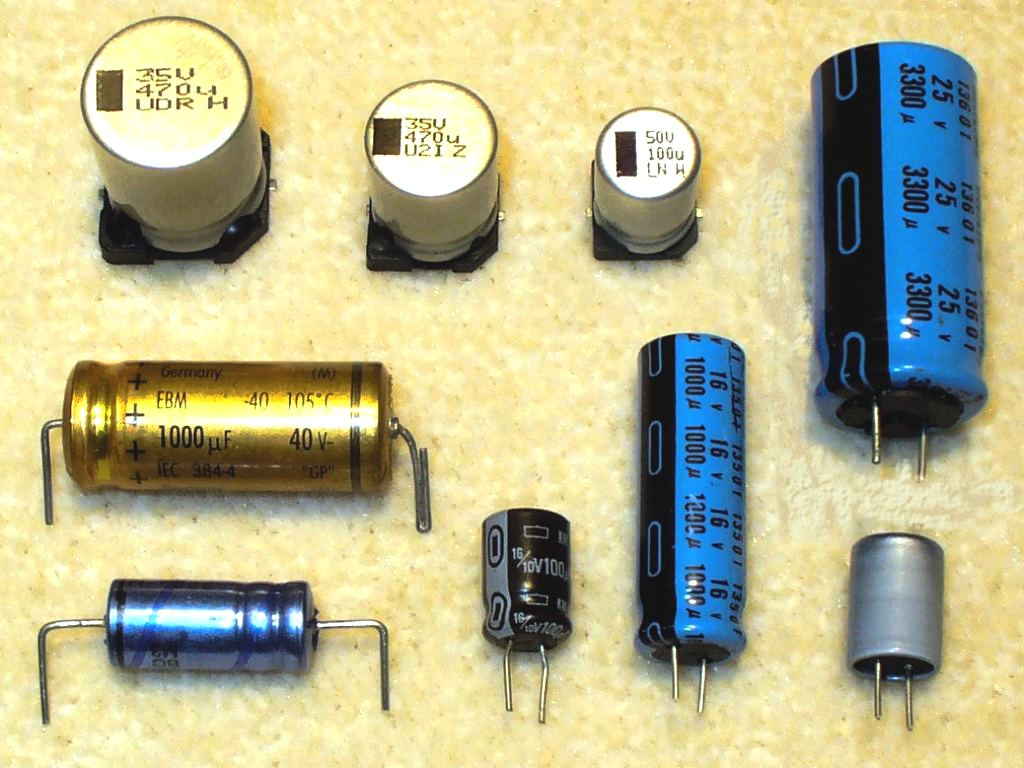
الأنماط المحورية والشعاعية (أحادية الطرف) وأنماط الرقاقة V لمكثفات الألومنيوم كهربائياً
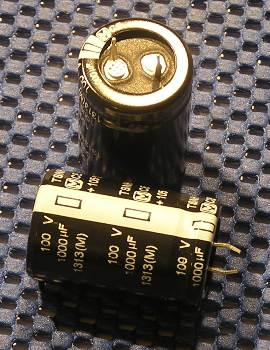
أسلوب إضافي من مكثفات الألومنيوم كهربائيا لتطبيقات الطاقة
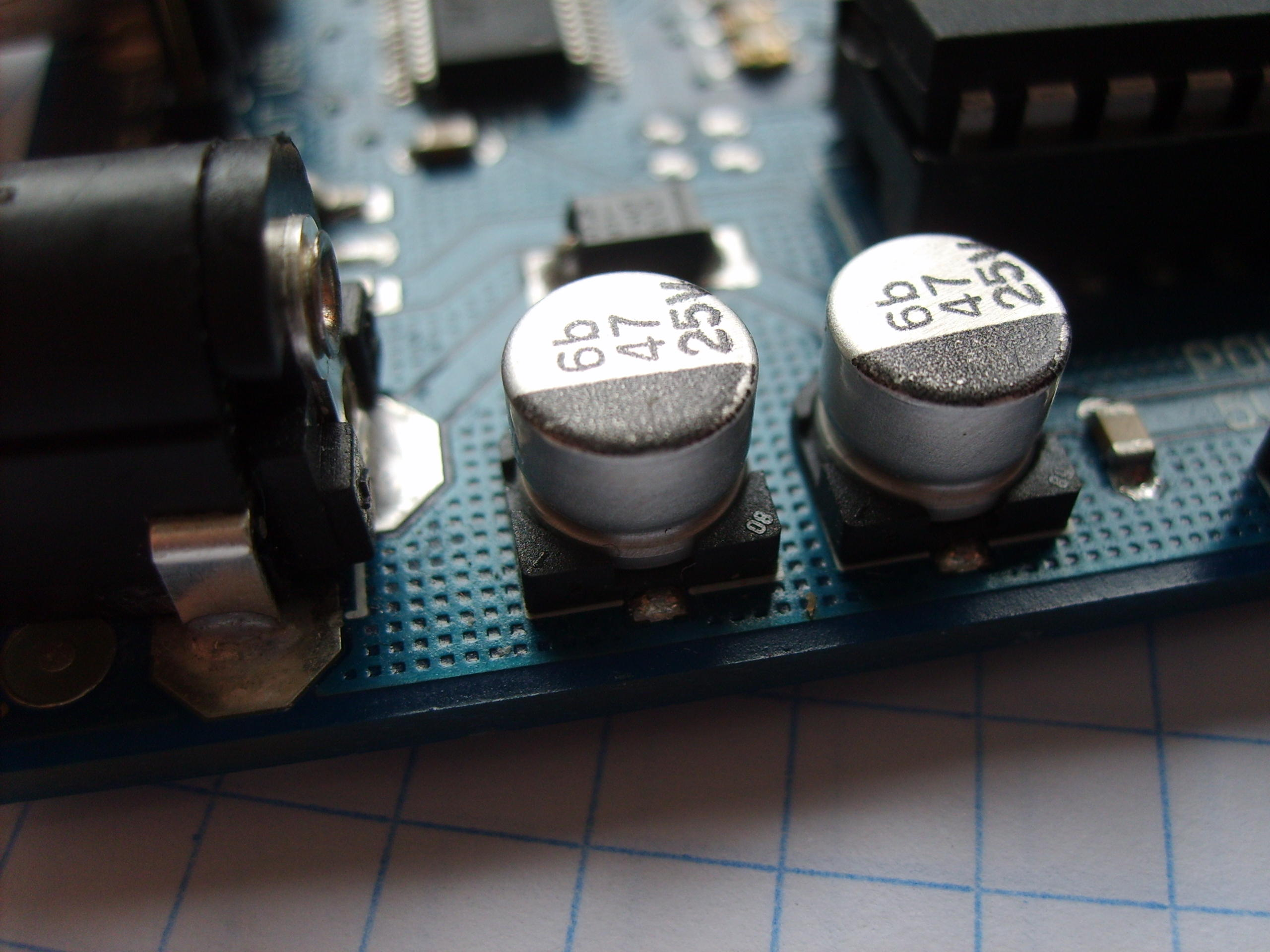
نمط SMD للتركيب السطحي لمكثفات الألومنيوم كهربائيا مع إلكتروليت البوليمر
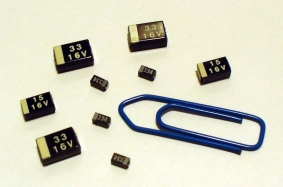
مكثفات رقاقة التنتالوم كهربائيا لتركيب السطح

### المكثفات الفائقة

التصنيف الهرمي للمكثفات الفائقة والأنواع ذات الصلة

مخطط Ragone يوضح كثافة الطاقة مقابل كثافة الطاقة للمكثفات والبطاريات المختلفة

تتكون المكثفات الفائقة (SC)، من عائلة من المكثفات الكهروكيميائية. المكثفات الفائقة، التي تسمى أحيانًا (ultracapacitor)، هي مصطلح عام للمكثفات الكهربائية مزدوجة الطبقة (EDLC) والمكثفات الزائفة والمكثفات الهجينة. ليس لديهم عازل صلب تقليدي. يتم تحديد قيمة السعة للمكثف الكهروكيميائي من خلال مبدأين للتخزين، كلاهما يساهم في السعة الكلية للمكثف:
- سعة طبقة مزدوجة - يتحقق التخزين عن طريق فصل الشحنة في طبقة هيلمهولتز المزدوجة عند السطح البيني بين سطح الموصل والمحلول الإلكتروليتي. المسافة من فصل المسؤول في طبقة مزدوجة هي بناء على أمر من بضعة أنجسترومز (0,3-0,8 نانومتر). هذا التخزين هو كهرباء في الأصل.[1]
- السعة الكاذبة - يتحقق التخزين عن طريق تفاعلات الأكسدة والاختزال أو الامتصاص الكهربائي أو الإقحام على سطح القطب أو عن طريق الأيونات الممتزة على وجه التحديد والتي تؤدي إلى نقل شحنة فارادي قابل للانعكاس. السعة الكاذبة هي فارادي في الأصل.[1]

يمكن أن تختلف نسبة التخزين الناتجة عن كل مبدأ اختلافًا كبيرًا، اعتمادًا على تصميم القطب الكهربائي وتكوين المنحل بالكهرباء. يمكن أن تزيد السعة الكاذبة من قيمة السعة بمقدار ترتيب من حيث الحجم على الطبقة المزدوجة في حد ذاتها.
تنقسم المكثفات الفائقة إلى ثلاث عائلات، بناءً على تصميم الأقطاب الكهربائية إلى:
- مكثفات الطبقة المزدوجة - مع أقطاب كربون أو مشتقات ذات سعة طبقة مزدوجة ثابتة أعلى بكثير من السعة الزائفة الفارادية
- المكثفات الكاذبة - مع أقطاب كهربائية من أكاسيد المعادن أو بوليمرات موصلة بكمية عالية من السعة الكاذبة الفارادية
- المكثفات الهجينة - المكثفات ذات الأقطاب الكهربائية الخاصة وغير المتماثلة التي تعرض سعة كبيرة مزدوجة الطبقة وسعة كاذبة، مثل مكثفات الليثيوم أيون

تعمل المكثفات الفائقة على سد الفجوة بين المكثفات التقليدية والبطاريات القابلة لإعادة الشحن. لديهم أعلى قيم السعة المتاحة لكل وحدة حجم وأكبر كثافة طاقة لجميع المكثفات. أنها تدعم ما يصل إلى 12,000 الفارادات 1.2 فولت،  مع قيم السعة يصل إلى 10,000 مرات من المكثفات كهربائيا. بينما تحتوي المكثفات الفائقة الحالية على كثافة طاقة تقارب 10٪ من البطارية التقليدية، فإن كثافة طاقتها تكون عمومًا أكبر من 10 إلى 100 مرة. يتم تعريف كثافة الطاقة على أنها ناتج كثافة الطاقة، مضروبة في السرعة التي يتم بها توصيل الطاقة للحمل. تؤدي كثافة الطاقة الأكبر إلى دورات شحن تفريغ أقصر بكثير من قدرة البطارية، وتحمل أكبر لدورات شحن تفريغ عديدة. وهذا يجعلها مناسبة تمامًا للاتصال المتوازي بالبطاريات، وقد يؤدي إلى تحسين أداء البطارية من حيث كثافة الطاقة
داخل المكثفات الكهروكيميائية، يكون الإلكتروليت هو الوصلة الموصلة بين القطبين، ويميزهما عن المكثفات الإلكتروليتية، حيث يشكل الإلكتروليت فقط الكاثود، القطب الثاني .
المكثفات الفائقة مستقطبة ويجب أن تعمل بقطبية صحيحة. يتم التحكم في القطبية عن طريق التصميم باستخدام أقطاب كهربائية غير متماثلة، أو بالنسبة للأقطاب الكهربائية المتماثلة، بواسطة جهد مطبق أثناء عملية التصنيع .
تدعم المكثفات الفائقة مجموعة واسعة من التطبيقات لمتطلبات الطاقة والطاقة، بما في ذلك :
- تيار إمداد منخفض خلال أوقات أطول للنسخ الاحتياطي للذاكرة في (SRAM) في المعدات الإلكترونية
- إلكترونيات الطاقة التي تتطلب تيارًا قصيرًا وعاليًا جدًا، كما هو الحال في نظام KERS في سيارات الفورمولا 1
- استعادة طاقة الكبح للمركبات مثل الحافلات والقطارات

Double-layer, Lithium-Ion and supercapacitors
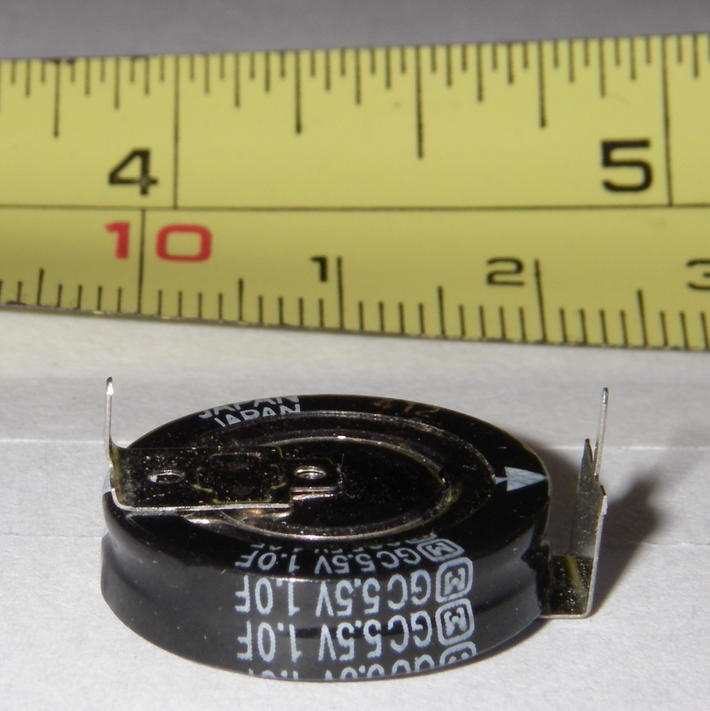
مكثف مزدوج الطبقة مع 1 F عند 5.5 V للاحتفاظ بالبيانات عند انقطاع التيار الكهربائي.
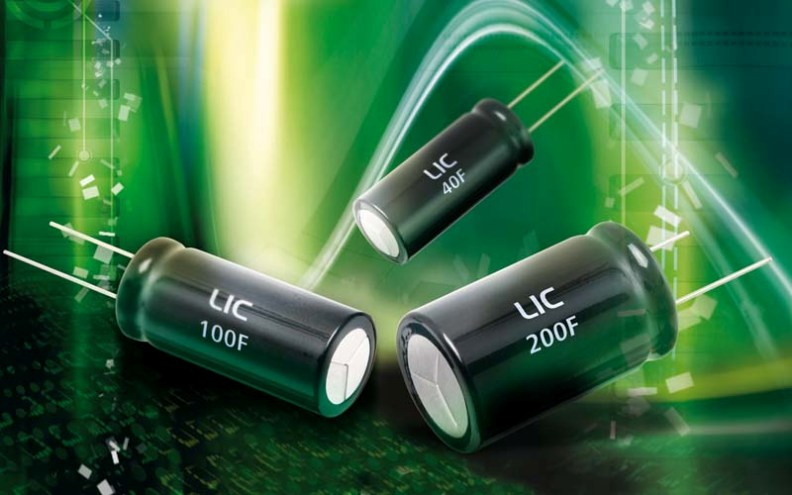
نمط شعاعي (طرف واحد) لمكثفات الليثيوم أيون لكثافة الطاقة العالية
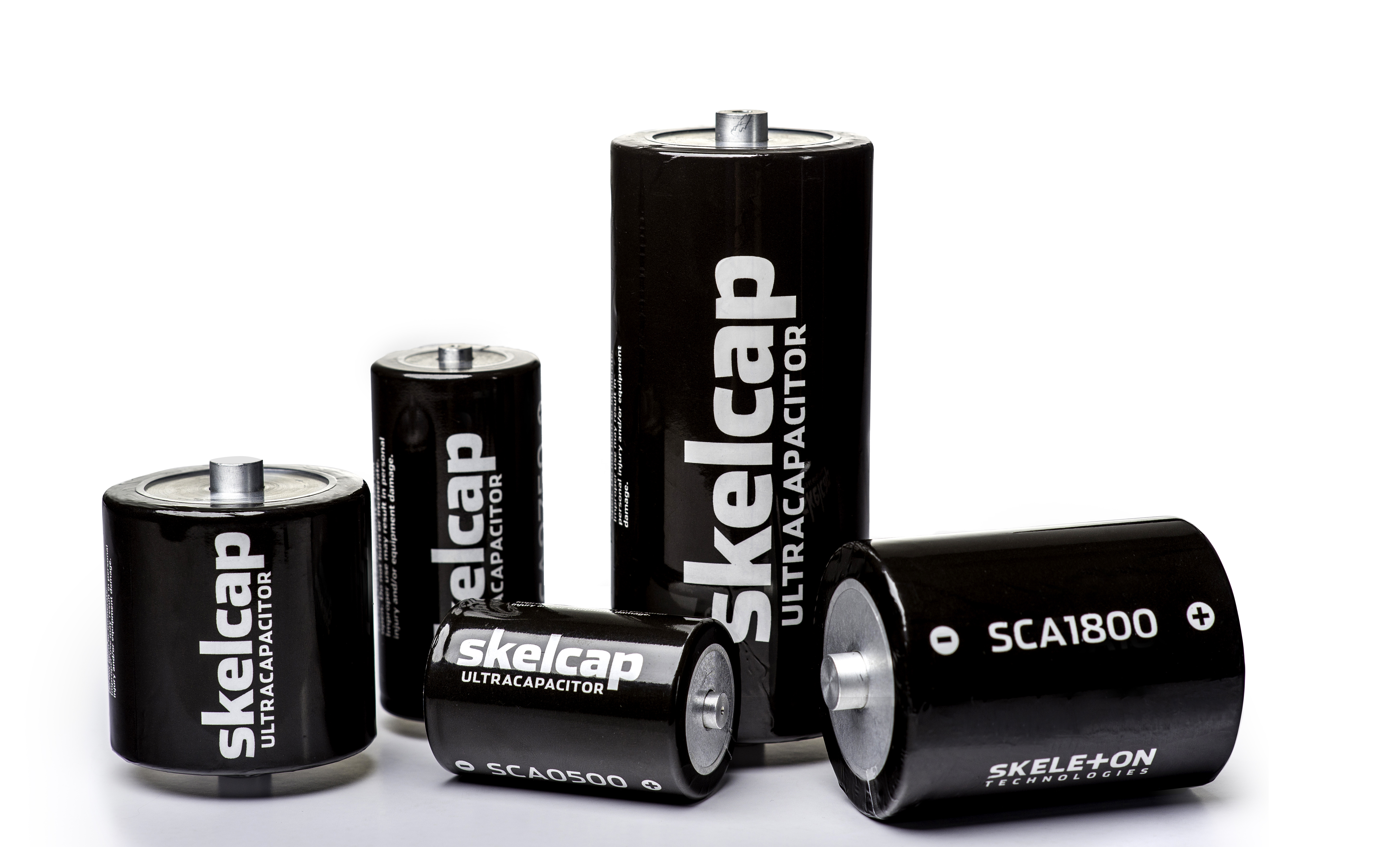
المكثفات الفائقة

### المكثفات من الفئة X والفئة Y
تنص العديد من لوائح السلامة على أنه يجب استخدام مكثفات الفئة X أو الفئة Y عندما يمكن أن تعرض «ماس كهربائى فاشل إلى قصر» البشر للخطر، لضمان عزل كلفاني حتى عند فشل المكثف.
تتسبب الصواعق والمصادر الأخرى في حدوث ارتفاعات عالية في الجهد الكهربائي في طاقة التيار الكهربائي. تعمل مكثفات السلامة على حماية البشر والأجهزة من ارتفاعات الجهد العالي عن طريق تحويل الطاقة الزائدة إلى الأرض.
على وجه الخصوص، تفرض لوائح السلامة ترتيبًا معينًا لمكثفات الترشيح الرئيسية من الفئة X والفئة Y.
من حيث المبدأ، يمكن استخدام أي عازل لبناء مكثفات من الفئة X والفئة Y؛ ربما عن طريق تضمين فتيل داخلي لتحسين السلامة. من الناحية العملية، فإن المكثفات التي تلبي مواصفات الفئة X والفئة Y هي عادةً مكثفات قمع RFI / EMI الخزفية أو مكثفات قمع RFI / EMI ذات الأغشية البلاستيكية.

### المكثفات المتنوعة
أسفل المكثفات الموصوفة أعلاه التي تغطي تقريبًا إجمالي سوق المكثفات المنفصلة تقريبًا ، يمكن العثور على بعض التطورات الجديدة أو أنواع المكثفات الخاصة جدًا وكذلك الأنواع القديمة في الإلكترونيات.

#### المكثفات المدمجة
- المكثفات المتكاملة في الدوائر المتكاملة، يمكن تشكيل المكثفات ذات المقياس النانوي من خلال أنماط مناسبة للتعدين على ركيزة عازلة. يمكن تعبئتها في مصفوفات مكثفات متعددة مع عدم وجود أجزاء أخرى شبه موصلة كمكونات منفصلة.[30]
- المكثفات الزجاجية تم تصنيع مكثف ليدن الأول من الزجاج كانت المكثفات الزجاجية قيد الاستخدام كإصدار SMD للتطبيقات التي تتطلب خدمة فائقة الموثوقية ومستقرة.

#### مكثفات الطاقة
- المكثفات الفراغية - المستخدمة في أجهزة إرسال الترددات اللاسلكية عالية الطاقة
- المكثفات المملوءة بالغاز SF 6 - تستخدم كمعيار سعة في قياس دوائر الجسر

#### المكثفات الخاصة
- لوحات الدوائر المطبوعة - مناطق موصلة معدنية في طبقات مختلفة من لوحة دوائر مطبوعة متعددة الطبقات يمكن أن تعمل كمكثف عالي الثبات في مرشحات العناصر الموزعة. من الممارسات الصناعية الشائعة ملء المناطق غير المستخدمة لطبقة PCB بالموصل الأرضي وطبقة أخرى بموصل الطاقة ، مما يشكل مكثفًا موزعًا كبيرًا بين الطبقات.
- سلك — قطعتان من الأسلاك المعزولة ملتوية معًا. تتراوح قيم السعة عادة من 3 pF إلى 15 pF. تستخدم في دوائر VHF محلية الصنع لتغذية الارتجاعات التذبذبية.

#### المكثفات القديمة
- يقوم ليدن برطمانات أول مكثف معروف
- مكثفات الميكا المثبتة - المكثفات الأولى ذات سلوك التردد الثابت والخسائر المنخفضة ، والمستخدمة للتطبيقات الراديوية العسكرية خلال الحرب العالمية الثانية
- مكثفات فجوة الهواء - المستخدمة بواسطة أجهزة إرسال فجوة الشرارة الأولى

Miscellaneous capacitors
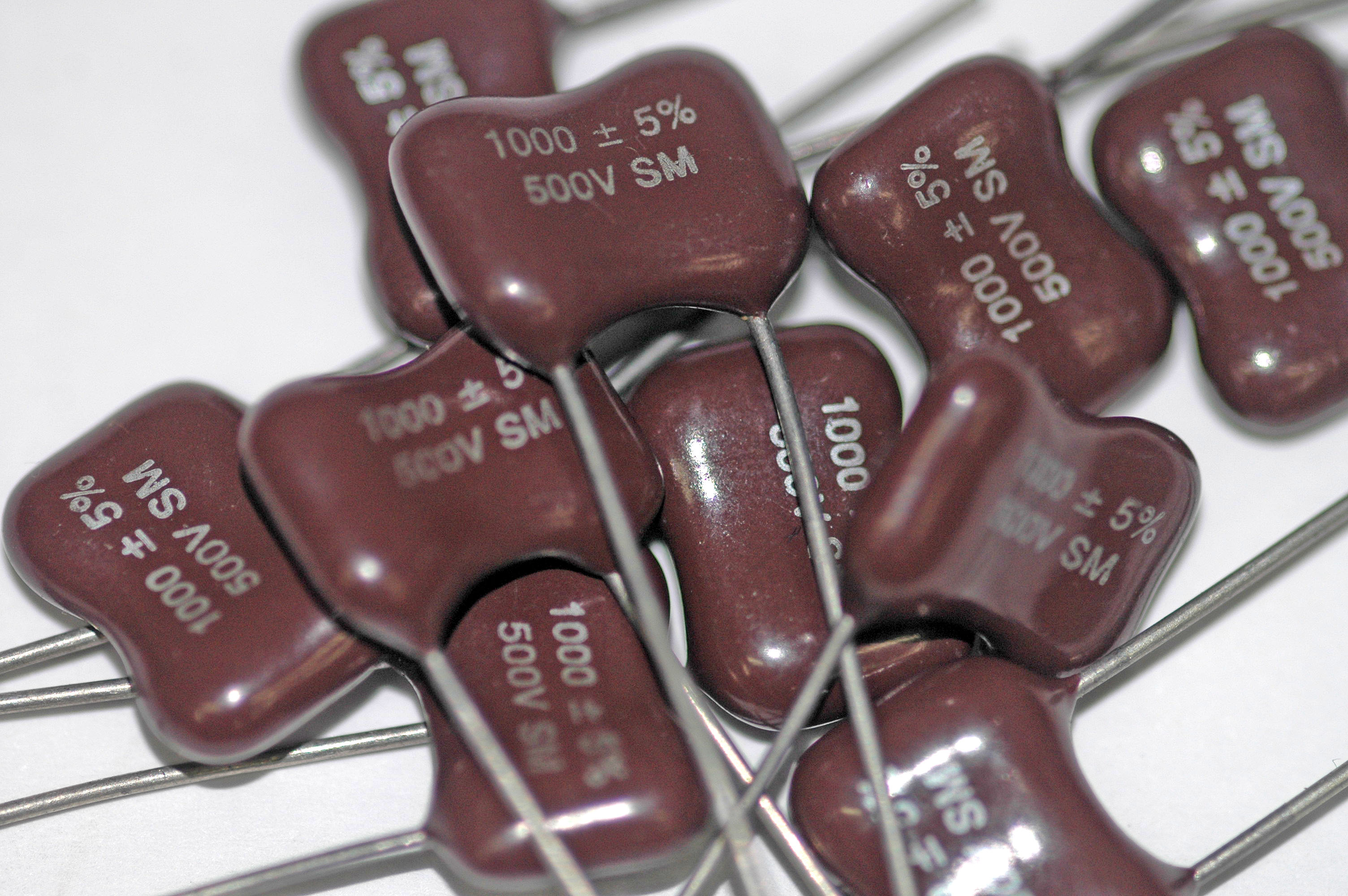
بعض 1 nF × 500 مكثفات الميكا الفضية  [لغات أخرى]‏ المصنفة من VDC
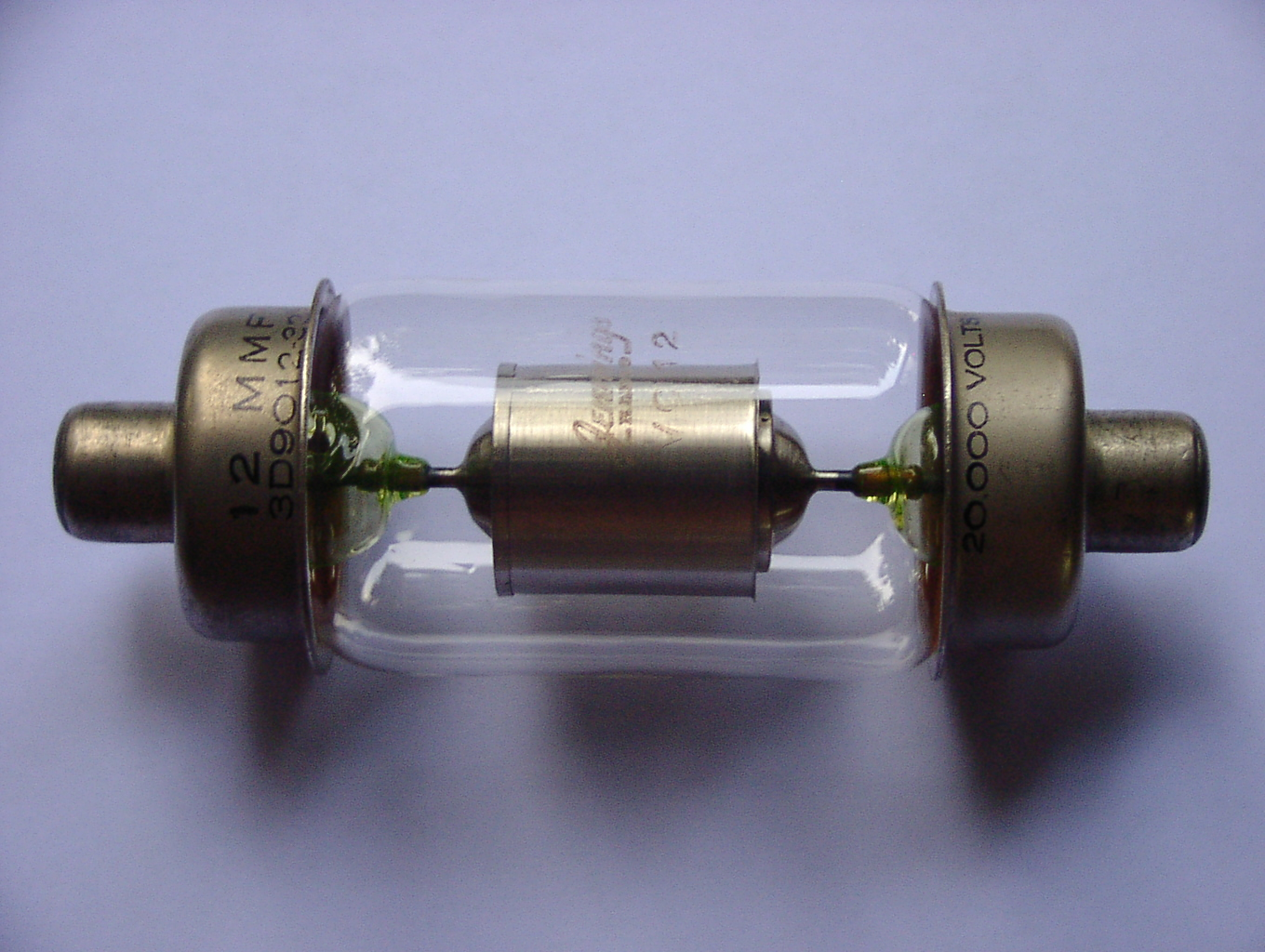
مكثف فراغ مع تغليف زجاج اليورانيوم

#### المكثفات المتغيرة
المكثفات المتغيرة قد تتغير سعتها بالحركة الميكانيكية. بشكل عام، يجب التمييز بين نسختين من المكثفات المتغيرة.
- مكثف التوليف مكثف متغير للضبط المتعمد والمتكرر لدائرة مذبذب في راديو أو دائرة أخرى مضبوطة
- مكثف الانتهازي مكثف متغير صغير عادة للضبط الداخلي لدائرة مذبذب لمرة واحدة

المكثفات المتغيرة
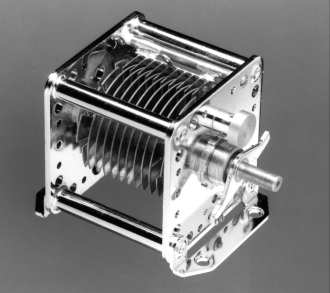
مكثف ضبط فجوة الهواء
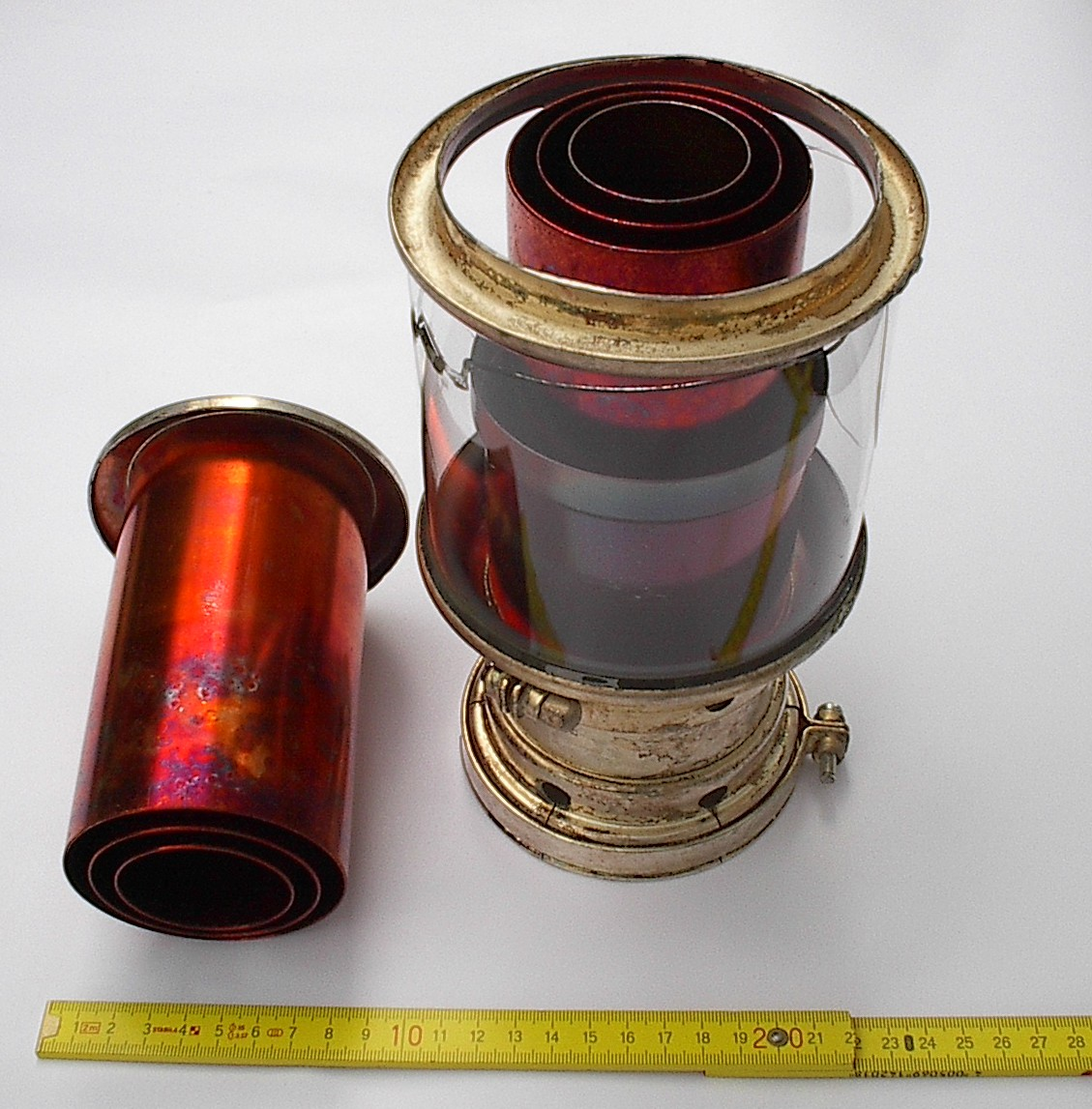
مكثف ضبط الفراغ
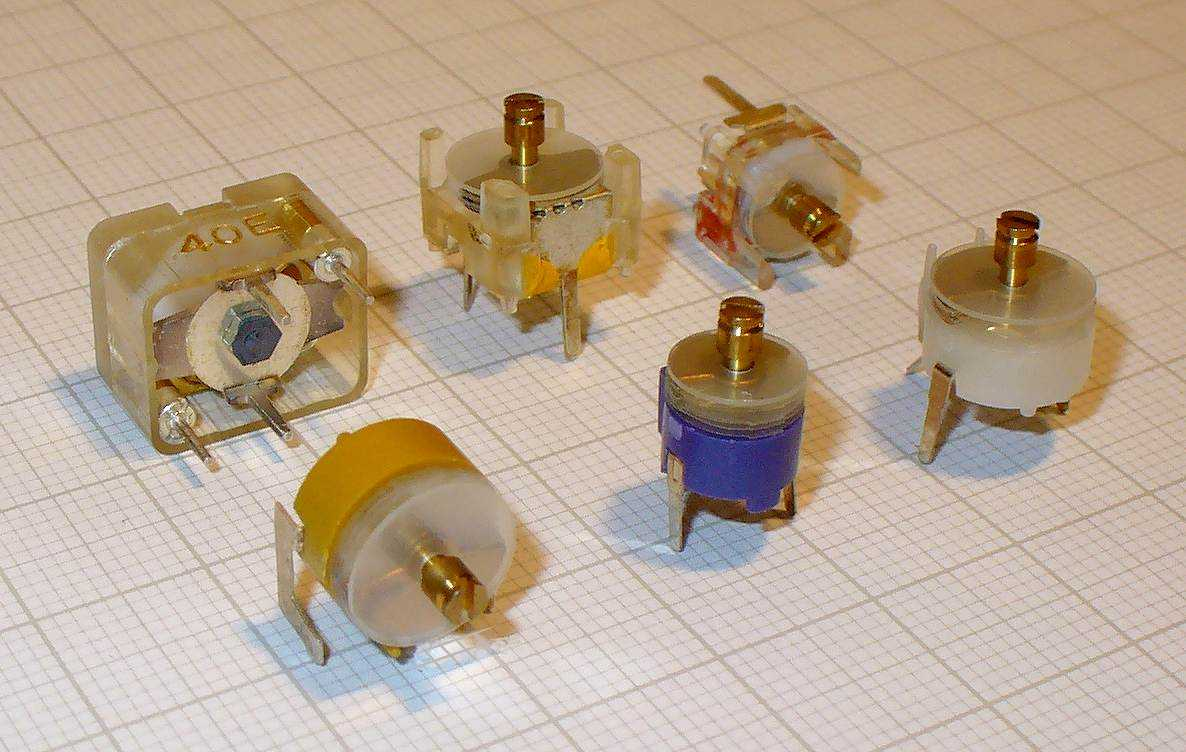
مكثف الانتهازي من خلال ثقب تصاعد
مكثف الانتهازي لتركيب السطح

## روابط خارجية
- متحف سبارك (von Kleist and Musschenbroek)
- نمذجة امتصاص عازل في المكثفات
- منظر مختلف لكل هذه المكثفات
- صور لأنواع مختلفة من المكثفات
- نظرة عامة على أنواع المكثفات المختلفة
- Capsite 2015 مقدمة للمكثفات